# Recycling

Universelles Recycling-Symbol angelehnt an das Möbiusband

Beim Recycling (gelegentlich als RC abgekürzt) bzw. bei der regenerativen Abfallverwertung werden nicht mehr gebrauchte Produkte und Materialien wiederverwertet, indem sie vollständig oder teilweise zu Sekundärrohstoffen aufbereitet werden. Die so produzierten Stoffe werden als Rezyklate (seltener: Recyclate) oder Regenerate bezeichnet.
Der Begriff „Recycling“ ist ein Lehnwort aus dem Englischen (recycling – ausgesprochen [ɹɪˈsaɪklɪŋ] – für „Wiederverwertung“ oder „Wiederaufbereitung“); etymologisch leitet er sich vom griechischen kýklos (Kreis) sowie dem lateinischen Präfix re- (zurück, wieder) ab.
Recycling trägt als wesentlicher Bestandteil der Kreislaufwirtschaft dazu bei, Materialkreisläufe zu schließen oder zu verlangsamen und so den Einsatz natürlicher Ressourcen und die Erzeugung von Emissionen zu vermindern. Gesetzlich wird erst von Recycling gesprochen, wenn der Rohstoff zuvor als Abfall einzustufen war; andernfalls handelt es sich um Wiederverwendung. Der umgangssprachliche Gebrauch des Begriffs „Recycling“ umfasst oft beide Bedeutungen.

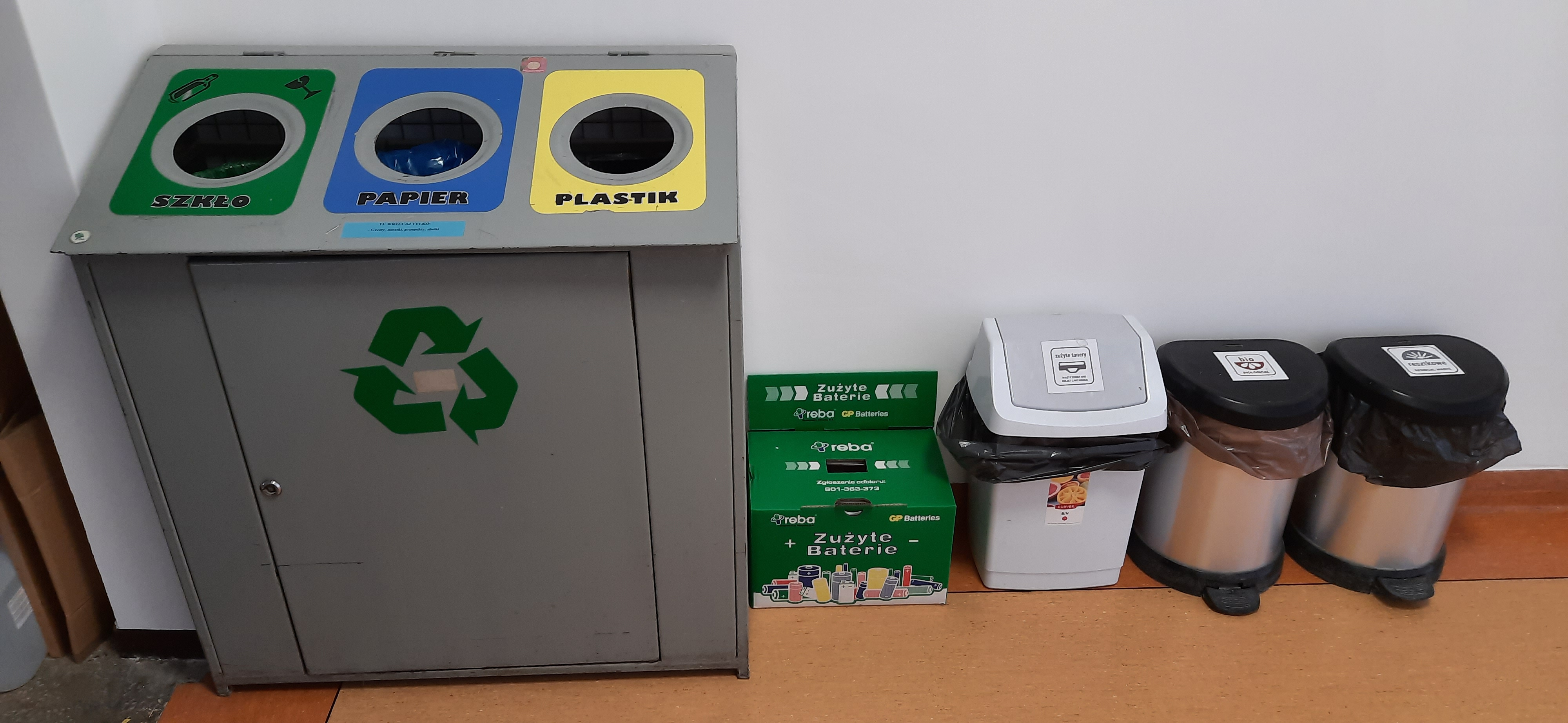
Recyclingstelle an der Technischen Universität Danzig

## Definition und Einordnung
Die Abfallrahmenrichtlinie der EU (Richtlinie 2008/98/EG) und das Kreislaufwirtschaftsgesetz (KrWG) definieren Recycling folgendermaßen:

„Recycling [...] ist jedes Verwertungsverfahren, durch das Abfälle zu Erzeugnissen, Materialien oder Stoffen entweder für den ursprünglichen Zweck oder für andere Zwecke aufbereitet werden; es schließt die Aufbereitung organischer Materialien ein, nicht aber die energetische Verwertung und die Aufbereitung zu Materialien, die für die Verwendung als Brennstoff oder zur Verfüllung bestimmt sind.“

Das Recycling wird dabei in eine Abfallhierarchie eingeordnet, die als grundlegende Prioritätenfolge für alle Rechtsvorschriften und politischen Maßnahmen im Bereich der Abfallvermeidung und -bewirtschaftung festgelegt ist:
1. Vermeidung – unter anderem durch das Verbot umweltgefährdender Stoffe wie PCB und FCKW
2. Vorbereitung zur Wiederverwendung – zur erneuten Nutzung des Guts für denselben Zweck wie bei Mehrweg-Pfandflaschen oder Second-Hand-Nutzung oder für neue Produkte wie beim Upcycling gebrauchter Paletten zu Möbelstücken
3. Recycling – die Aufbereitung definierter Abfallstoffströme oder Teilen davon zu vermarktungsfähigen Sekundärrohstoffen durch stoffliche Verwertung
4. sonstige Verwertung z. B. energetische Verwertung – die Verbrennung oder Vergasung zur Energiegewinnung
5. Beseitigung – z. B. durch Deponieren.

Entgegen dem häufig etwas unklaren allgemeinen Sprachgebrauch beinhaltet Recycling demnach nur den Punkt 3 dieser Liste. Die Gesetzgebung legt damit eindeutig fest, dass Maßnahmen zur Vermeidung von Abfällen dem Recycling vorzuziehen sind.
Die Europäische Kommission hat 2022 in einem Evaluierungsbericht mit Sanieren und Reparieren den Punkt 2 hervorgehoben. Die
Verordnung (EU) 2024/1781 zum Ökodesign fordert nachhaltige Produkte.
Hat ein Abfallgegenstand das Ende der Abfallhierarchie erreicht und soll beseitigt werden, ist dies gemäß § 28 KrWG nur in den dafür zugelassenen Anlagen (z. B. Deponien) zulässig. Die Nichteinhaltung kann ein Bußgeld nach § 69 Abs. 1 Nr. 2 KrWG, in schweren Fällen auch ein Strafverfahren nach § 326ff. Strafgesetzbuch nach sich ziehen.

## Downcycling und Upcycling

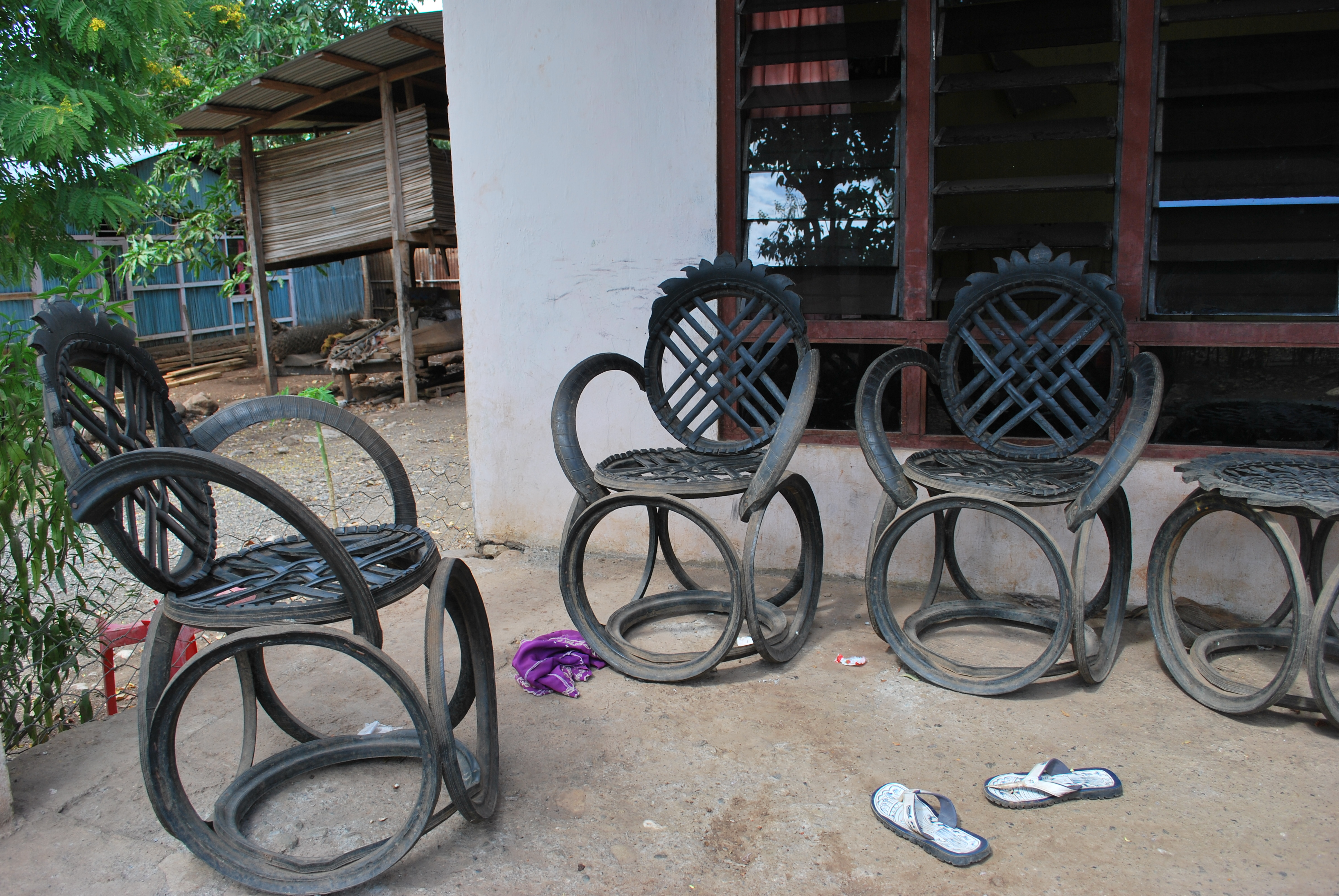
Möbel aus alten Felgen (aufgenommen in Osttimor)

Das Ausgangsprodukt, das Erfassungskonzept (Gelber Sack, Recyclinghof, gewerbliche Sammlung etc.) und die zur Aufbereitung nutzbare Infrastruktur entscheiden darüber, welche Recyclingrouten möglich sind und damit über die Qualität des gewonnenen Rezyklats. Viele vermischte oder verschmutzte Stoffe lassen sich nicht ökonomisch aufbereiten, ohne die Stoffeigenschaften oder die Verarbeitbarkeit zu verschlechtern. Um die Qualitätsminderung, die mit vielen Recyclingprozessen einhergeht, zu verdeutlichen, wird der Begriff Downcycling verwendet.
Wird ein Produkt hingegen in ein neues, höherwertiges Produkt umgewandelt, wird dies als Upcycling bezeichnet. Dabei sind viele Formen des Upcyclings wie die Bearbeitung von Produktionsresten für Kunstprojekte oder die Sammlung von Fallobst eigentlich eine Vorbereitung zur Wiederverwendung, also kein Recycling im Sinne des KrWG, sondern eine Maßnahme zur Abfallvermeidung. Beispiele für Upcycling als Formen des Recyclings im engeren Sinn sind die Verwertung von Kaffeesatz bei der Produktion von Kaffeetassen oder die Herstellung von Designermode aus Textilabfällen.
Die Verwertung von Kunststoffabfällen ist in der Regel ein Downcycling, da Polymere bei der Wiederverarbeitung und unter Umwelteinflüssen dazu neigen zu degradieren. Der Grad der Degradation hängt vom Grundpolymer, von der Beanspruchung während der Nutzung, vom gewählten Aufbereitungs- und dem anschließenden Verarbeitungsverfahren sowie vom Gehalt an Additiven ab. Stabilisierende Additive können den oxidativen Abbau der Molekülketten bei der Verarbeitung und während der Gebrauchsphase stark herabsetzen. In einigen Fällen erreicht der verwertete Kunststoff durchaus das Eigenschaftsniveau der Primärware, insbesondere bei hoher Qualität und Sortenreinheit der Ausgangsstoffe.
Bei der Wiederaufarbeitung von Kernbrennstoffen ist kein vollständiges Recycling möglich. Nach der Abtrennung und Entsorgung der Spaltprodukte können die restlichen Bestandteile des Kernbrennstoffs jedoch wieder zur Produktion neuer Brennelemente genutzt werden.

## Geschichte

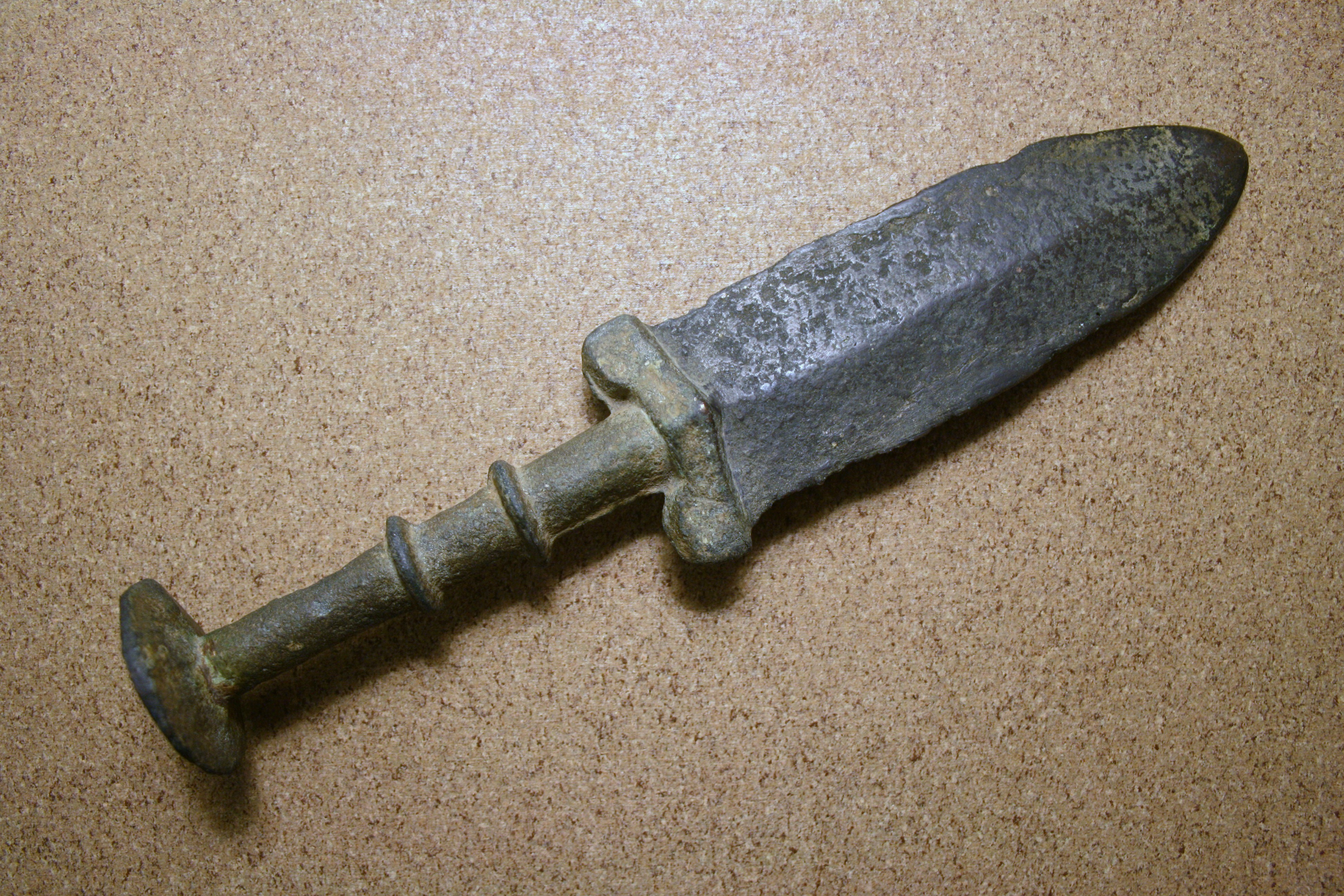
Antiker Dolch, gefertigt aus einem (wahrscheinlich gebrochenen) Schwert

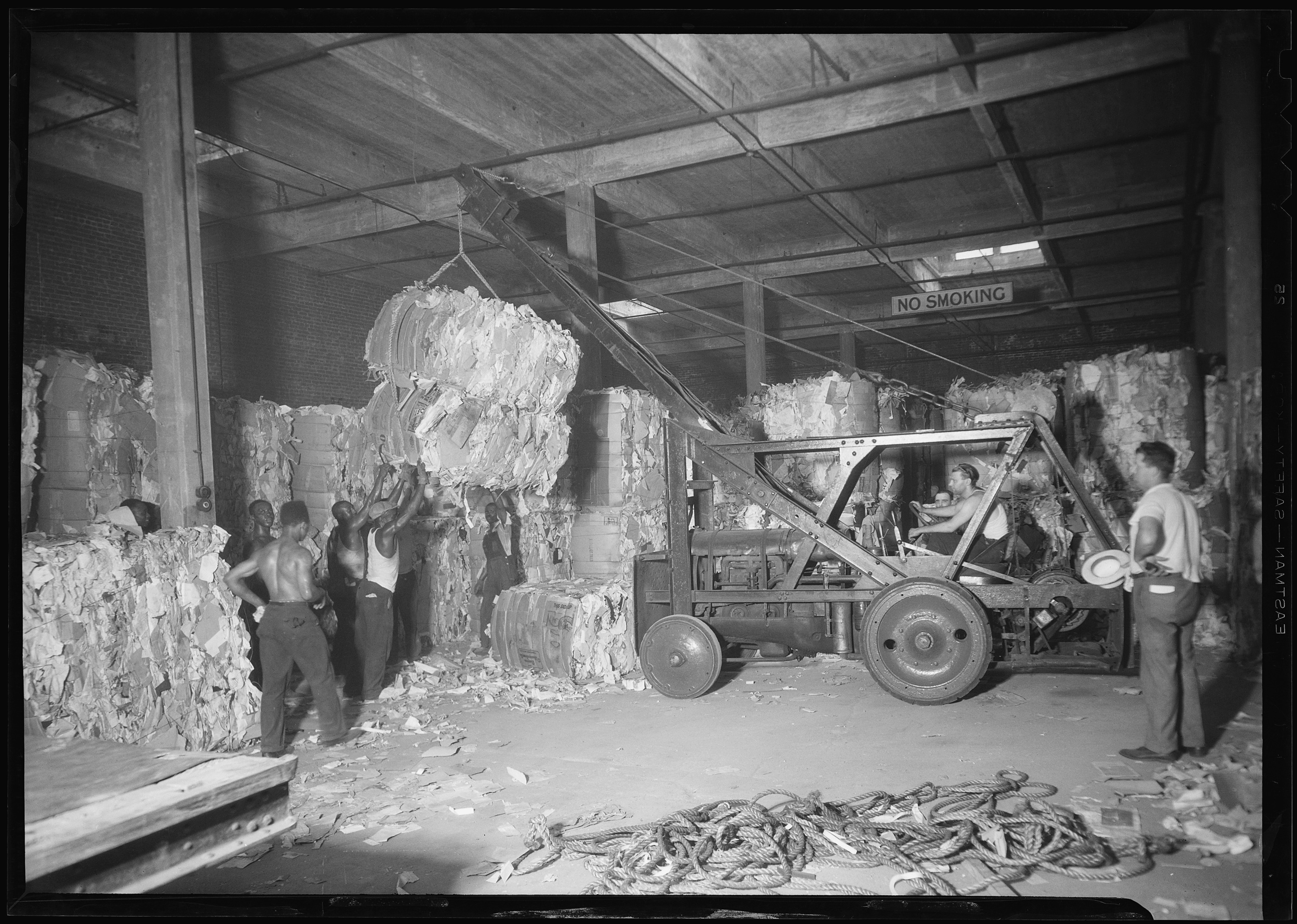
Verladung von Altpapierballen in New York, 1937

US-Regierungsplakat aus dem Zweiten Weltkrieg, das zur Trennung von Essens- und Metallabfällen auffordert

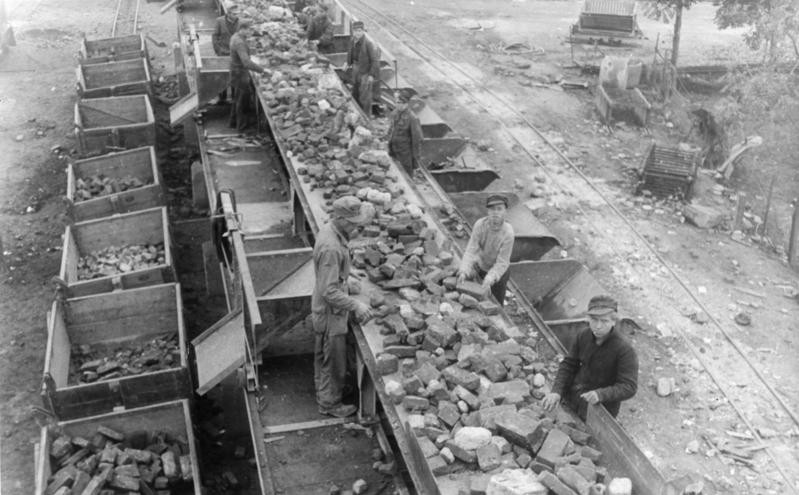
Vorsortierung von Trümmersteinen an einem Leseband in Frankfurt am Main, 1947

Recycling ist kein Phänomen der Neuzeit, sondern wird seit etlichen Jahrtausenden systematisch praktiziert. Die frühesten Beweise sind zwischen 200.000 und 420.000 Jahre alt und stammen aus der Qesem-Höhle in der Nähe von Tel Aviv. Archäologen fanden dort kleine Feuersteinwerkzeuge, von denen sie annehmen, dass sie bei der Herstellung größerer Werkzeuge entstanden sind. Etwa 10 % der an der Fundstelle entdeckten Werkzeuge wurde auf irgendeine Weise wiederverwertet. Nach Angaben der Forscher war dies kein gelegentliches Verhalten, sondern Teil der damaligen Lebensweise.
Mindestens seit dem Altertum werden pflanzliche und tierische Abfälle, insbesondere Erntereste, Mist und Gülle, aber auch menschliche Exkremente als Düngemittel in der Landwirtschaft genutzt. Diese vollständige Wiederverwertung ist Basis der Subsistenzwirtschaft. Im antiken Rom wurden die Exkremente eingesammelt und den Bauern im Umland verkauft; zur Nutzung durch Gerber, Färber und Walker wurden öffentlich Urinbehälter aufgestellt. Auch Baustoffe werden seit jeher nicht nur wiederverwendet, sondern wurden nach dem Einsturz von Gebäuden, z. B. nach Naturkatastrophen, auch weiterverwertet. Amphorenscherben endeten als Beimischung von Terrazzoböden, als Bodenlage in Kuppelöfen oder wurden als Grundlage für Mörtel oder für die Herstellung neuer Keramik genutzt. Auch ausrangierte Metalle und Glas wurden gesammelt, eingeschmolzen und umgearbeitet. Bereits damals war bekannt, dass die Beimischung von Glasbruch zum Rohglas einerseits die Schmelztemperatur verringert und damit die Verarbeitung erleichtert, andererseits die Glasqualität vermindert.
Auch im Mittelalter wurde systematisch recycelt. Die Wegwerfmentalität der Industriezeit existierte aufgrund des allgemeinen Mangels an Gütern nicht. Es war selbstverständlich, leeren Flaschen, gebrauchte Holz- oder Metallgegenstände und Ähnliches weiter zu verwenden. Lumpensammler kümmerten sich um das Einsammeln, Sortieren und Weiterleiten von wiederverwertbarem Material. Altglas wurde in die Glashütten zurückgebracht, Metallteile wurden eingeschmolzen oder umgeschmiedet und aus Lumpen wurde Papier hergestellt. Holz- und Papierabfälle verheizte man zumeist, die Asche konnte zum Waschen verwendet oder für die Glasherstellung aufbereitet werden. 1774 entwickelte der Jurist Justus Claproth zusammen mit dem Papiermacher Johann Engelhard Schmid das erste Recyclingverfahren für bedrucktes Papier, bei dem die Druckerschwärze während der Aufbereitung im Stampfwerk mit Terpentinöl und Wascherde ausgewaschen wurde.
Mit der Industrialisierung veränderte sich nicht nur die Zusammensetzung, sondern vor allem die Menge des Abfalls, so dass 1874 in Nottingham die erste Müllverbrennungsanlage in Betrieb genommen wurde. Andere englische Städte folgten schnell; 1896 ging in Hamburg die erste MVA auf dem europäischen Festland in den Regelbetrieb. Etwa zur gleichen Zeit wurde in Deutschland mit der Gesellschaft für Hausmüllverwertung München eines der neben vergleichbaren Einrichtungen in Budapest und Chicago weltweit ersten Unternehmen zur industriellen Mülltrennung und Wiederverwertung gegründet. In der Verwertungsanlage in Puchheim wurde zunächst der Feinmüll über Siebtrommeln abgetrennt. Der verbleibende Grobmüll gelangte über ein Förderband in eine Arbeitshalle, in der Arbeiterinnen von Hand alle wiederverwertbaren Bestandteile aus dem Müll klaubten: Knochen für die Leimherstellung, Glas, Papier, Lumpen, Leder, Gummi, Kork, Metalle, Speisereste und Holz. Diese Materialien ließen sich gut vermarkten. Der vorher abgetrennte aschehaltige Feinmüll wurde auf sauren Wiesen und unfruchtbarem Moorgrund im Umland zur Humusbildung ausgebracht. Die angeschlossenen Einrichtungen wie Darre, Düngerfabrik und Waschhaus für Textilabfall und Lumpen wurden wenige Jahre nach dem Bau um eine Leimsiederei und eine Superphosphatfabrik ergänzt. Später kam eine eigene Müllverbrennungsanlage zum Betrieb einer Dampfkesselanlage hinzu, um das Werk mit der benötigten Energie zu versorgen. So wurde eine Verwertungsquote von nahezu 100 % erzielt.
Im Ersten Weltkrieg wurde im Deutschen Kaiserreich mit breit angelegten Propagandaaktionen für die Sammlung diverser Roh- und Altstoffe geworben, zunächst für Öle und Fette, später unter anderem für Abfälle von Nahrungsmitteln, Textilien und Haushaltswaren sowie für Altpapier. Ähnliche Sammelinitiativen gab es in Österreich-Ungarn. Auch im Zweiten Weltkrieg wurden Eisen und Buntmetalle so knapp, dass zur Waffenproduktion auf Metallgegenstände des zivilen Gebrauches zurückgegriffen wurde, unter anderem wurden Zehntausende Kirchenglocken aus Bronze beschlagnahmt und eingeschmolzen (s. Metallspende des deutschen Volkes). Rohstoffsammlungen auf freiwilliger Basis starteten auch in anderen Ländern wie im Vereinigten Königreich und in den USA. Der Mangel an frischem Holz führte wiederum vielerorts zu einem Wiederaufleben des Altpapierrecyclings.
Nach den Weltkriegen veränderte sich die Wirtschafts- und Lebensweise der Menschen in den höher entwickelten Ländern innerhalb weniger Jahre fundamental (1950er-Syndrom). Als mit dem Wohlstand auch der Konsum kurzlebiger Produkte sowie aufwendig verpackter Lebensmittel und Luxusgüter signifikant anstieg, standen die Industrieländer vor einem akuten Müllnotstand. Ein durchschnittlicher Haushalt, der vor 150 Jahren mit etwa 150 Dingen auskam, verwendete nun mehr als 20.000 Gegenstände – vom Haarfestiger bis zur Heftzwecke – und produzierte beispielsweise in der Bundesrepublik in den 1970er Jahren im Durchschnitt wöchentlich 4,7 kg Hausmüll pro Einwohner, also 244 kg pro Einwohner und Jahr. Im November 1971 berichtete das Nachrichtenmagazin Der Spiegel, aus dem bundesdeutschen Hausmüll ließe sich jährlich ein 3000 Meter hoher Abfallberg über dem Oval des Münchner Olympiastadions auftürmen – und jedes Jahr komme ein neuer Dreitausender dazu. Der Abfall wurde großteils nicht mehr wiederverwertet, sondern – oft zusammen mit schadstoffhaltigen Industrieabfällen – auf zumeist ungeordneten Deponien entsorgt. Weiterverwendung und Wiederverwertung waren in den Industrieländern nur in Notzeiten, besonders während und nach Kriegen, ein Thema.
Erst mit Aufkommen der Umweltbewegung in den 1970/1980er Jahren begann ein Umdenken. Der Club of Rome publizierte 1972 Die Grenzen des Wachstums, eine Studie zur Zukunft der Weltwirtschaft, die explizit auf begrenzte Rohstoffreserven und die Zerstörung von Lebensraum Bezug nahm. Einerseits verbreitete sich die Einsicht, dass die praktizierte Art der Müllentsorgung einen der Hauptfaktoren der Umweltverschmutzung darstellt. Andererseits wurde das Deponieren in urbanen Ballungsräumen zunehmend problematisch bzw. undurchführbar. Das Bewusstsein um die Endlichkeit natürlicher Ressourcen wurde durch die Ölpreiskrisen 1973 und 1979/1980 geschärft. Erste Anfänge zurück zu einer Wiederverwertung war die anfangs freiwillige Mülltrennung, die zum Sinnbild einer ganzen Generation in der westlichen Welt wurde. Ausgehend vom Altglas- und Altpapierrecycling wurden vermehrt Technologien erarbeitet, die die Wiederaufbereitung vieler Altstoffe wirtschaftlich machen, wodurch Abfall zu einem bedeutenden Wirtschaftsgut wurde.
Zunehmende Bedeutung erlangt das Recycling in neuerer Zeit bei Elementen, deren Vorkommen begrenzt sind oder deren Gewinnung aufwendig ist. Das trifft besonders auf die in der Elektro- und Elektronikindustrie häufig verwendeten seltenen Rohstoffe wie Gold und Palladium zu, die früher mit den entsorgten Geräten auf Deponien endeten. Auch Seltene Erden, die z. B. für Brennstoffzellen, NiMH-Akkumulatoren in Elektro- und Hybridfahrzeugen, Katalysatoren und Dauermagnete (in Elektromotoren, Windkraftanlagen etc.) gebraucht werden, rücken wegen ihrer problematischen Gewinnung verstärkt in den Fokus.

## Gewinnung von Sekundärrohstoffen

### Kunststoffe
Beim Kunststoffrecycling ist zwischen werkstofflichem Recycling und chemischem (rohstofflichem) Recycling zu unterscheiden. Bei Ersterem bleibt die Molekülstruktur der Polymere erhalten, aus alten Getränkeflaschen werden beispielsweise neue Flaschen oder Fasern für die Textilindustrie hergestellt. Beim chemischen Recycling werden hingegen die Moleküle in kleinteilige Bausteine (Monomere) aufgespalten, die entweder zu neuen Kunststoffen polymerisiert oder anderweitig, z. B. zur Herstellung von Treibstoffen, verwendet werden können. Werden aus dem so gewonnenen Rohstoff wieder neue Polymere hergestellt, ist der Energiebedarf für das chemische Recycling wesentlich höher als für das werkstoffliche, da die Moleküle erst zerlegt und anschließend wieder zusammengesetzt werden müssen und beide Prozesse Energie erfordern.
Die meisten Kunststoffabfälle werden daher werkstofflich recycelt. Von den 5,67 Mio. Tonnen Kunststoffabfällen, die 2021 in Deutschland angefallen sind, wurden nur 0,03 Mio. Tonnen (also weniger als 1 %) der rohstofflichen Verwertung zugeführt, 2,32 Mio. Tonnen (also gute 40 %) hingegen dem werkstofflichen Recycling. 1,65 Mio. Tonnen (knapp 30 %) wurden als Rezyklate wieder eingesetzt und haben Neuware substituiert.
Beim Recycling von Kunststoffen besteht ein wesentlicher Unterschied zwischen der Wiederaufbereitung von Produktionsabfällen (Post-Industrial-Recycling) und der Verwertung bereits gebrauchter Produkte (Post-Consumer-Recycling). Sortenreine Produktionsabfälle lassen sich recht einfach recyceln, indem sie zerkleinert, ggf. entstaubt und bei der Produktion der Primärware beigemischt werden. Bei den meisten Produktionsbetrieben ist dies gängige Praxis zur Kosteneinsparung. Die Aufbereitung von Post-Consumer-Abfällen ist hingegen viel aufwendiger. Sie erfordert in den meisten Fällen eine vorgeschaltete Sortierung, die den gemischten Abfallstrom (z. B. die Verpackungen aus dem Gelben Sack) in diverse Fraktionen, darunter die verschiedenen Kunststoffe, trennt. Die eigentliche Verwertung beginnt dann mit dem Schreddern, woraufhin weitere Aufbereitungsschritte zur Abtrennung von Nebenbestandteilen und Kontaminationen folgen. Übliche Verfahren sind hier Magnetscheidung zum Entfernen ferromagnetischer Metalle, Dichtetrennung (z. B. mittels Schwimm-/Sink-Verfahren), Waschen, Trocknen und Windsichten. Anschließend wird das aufbereitete Mahlgut entweder direkt zur Produktion neuer Artikel eingesetzt oder durch Extrusion zu Granulat verarbeitet. Der Gesamtenergieverbrauch beim werkstofflichen Recycling wird vielfach überschätzt. Mit rund 10 bis 15 MJ/kg Polymer ist bei Teilen aus thermoplastischen Kunststoffen mit einer Einzelmasse von mehr als 100 g die komplette Aufbereitung durchführbar.
Stark vermischte oder verschmutzte Kunststoffabfälle lassen sich häufig nicht ökonomisch werkstofflich recyceln. Sie können chemisch (z. B. durch Depolymerisation, Hydrierung, Pyrolyse oder Vergasen) oder thermisch (z. B. als Ersatzbrennstoff in Zementfabriken) verwertet werden. 2021 wurden in Deutschland insgesamt über 50 % der Kunststoffabfälle energetisch genutzt, davon etwa ein Drittel als Ersatzbrennstoff, der Rest zur Stromerzeugung in Müllverbrennungsanlagen.

### Metalle
Metalle werden üblicherweise in hohem Maße recycelt, da die Gewinnung aus Erzen sehr aufwendig und kostenintensiv ist. Das Umschmelzen bedarf nur eines Bruchteils der Energie und der Rohstoffkosten. Allerdings kommt es beim Recycling von Metallen durch die Vermischung von Schrottsorten unterschiedlicher Legierungen in der Schmelze zu Qualitätsverlusten. Dies äußert sich in der Kontamination von Legierungen mit Störstoffen oder in Verlusten von hochwertigen Legierungselementen durch eine zu starke „Verdünnung“. Hochwertige Legierungen werden derzeit meist durch die Zugabe großer Mengen an ressourcen- und treibhausgasintensiverem Primärmaterial erzeugt.
Der Recyclingprozess ist in seinen Grundzügen für viele Metalle ähnlich. Wenn sie mit anderen Materialien vermischt sind, müssen zunächst Nebenbestandteile und äußere Verunreinigungen abgetrennt werden. Dies erfolgt in der Regel durch Zerkleinern und einen oder mehrere der folgenden Trennprozesse:
- Magnetscheidung zur Trennung ferromagnetischer (Eisen-)Metalle von nichtmagnetischen Metallen oder Kunststoffen
- Wirbelstromscheidung zur Abtrennung von Nichteisenmetallen wie Kupfer oder Aluminium aus gemischten Stoffströmen
- Dichtetrennung durch Sichten, Schwimm-/Sink-Verfahren oder mithilfe von Fliehkraftabscheidern
- nachgeschaltete mechanische und sensorgestützte Sortierverfahren

Die separierten Metalle werden in einem Schmelzofen, häufig einem Lichtbogen- oder Induktionsofen, aufgeschmolzen und anschließend einer Schmelzebehandlung unterzogen. Dabei werden wasserstoffhaltige Komponenten (Hydroxide und organischen Verunreinigungen), Oxide und störende Elemente entfernt. Beim Recycling von Schrott ist es Stand der Technik, Anhaftungen wie Fette, Öle und Lacke in einem vorgeschalteten Prozess abzubrennen, um zu verhindern, dass der darin enthaltene Wasserstoff die Schmelze verunreinigt. Legierungselemente können während der Schmelzebehandlung entweder hinzugefügt werden, um Oxidationsverluste auszugleichen oder besondere Eigenschaften einzustellen oder abgetrennt werden. Bestimmte Elemente, die sich aufgrund ihrer Stoffeigenschaften chemisch und physikalisch ähnlich verhalten, lassen sich jedoch nur bedingt oder mit großem Aufwand trennen.

#### Stahl
Stahl ist mit 630 Mio. t/a (Stand 2019) der weltweit meistrecycelte Industriewerkstoff. Er wird mehrfach recycelt, so dass aktuell rund 70 % des bisher erzeugten Stahls im Gebrauch sind. Die Recyclingquote einzelner Stahlanwendungen liegt z. T. bei deutlich über 90 %. 2017 wurden 35,5 % des weltweit erzeugten Rohstahls aus Sekundärrohstoffen hergestellt. Laut dem Weltstahlverband Worldsteel wurden seit dem Jahr 1900 mehr als 22 Mrd. t Stahl recycelt.
Der Einsatz von Stahlschrott in der Stahlproduktion spart gegenüber der Produktion mit Primärrohstoffen 60–75 % Energie und verringert die CO2-Emission um deutlich über 50 %; die genaue CO2-Bilanz hängt von der Art der Stromerzeugung ab. Die Wiederverwertung einer Tonne Stahl spart laut dem Europäischen Dachverband für die Recyclingindustrie EuRIC 1,4 t Eisenerz, 0,8 t Kohle, 0,3 t Kalkstein und Zusatzstoffe sowie 1,67 t CO2. 2018 wurden in der EU durch die Wiederverwertung von 94 Mio. t Stahlschrott 157 Mio. t CO2 eingespart. Dies entspricht dem CO2-Ausstoß der Fahrzeugflotten Frankreichs, Großbritanniens und Belgiens.
Für den Korrosionsschutz von Eisen und Stahl werden Stoffe eingesetzt, die das Recycling stören, verloren gehen oder als umweltrelevante Stoffe entweichen bzw. zurückgehalten werden müssen. Dazu gehören insbesondere die Legierungselemente Chrom und Nickel sowie als Beschichtungen Lacke, Zinn (bei Weißblech) und Zink. Auch Kupfer aus Elektrogeräten stellt ein Problem beim Stahlrecycling dar.

#### Kupfer
Kupfer kann aus Altmaterialien ohne Qualitätseinbußen beliebig oft recycelt werden. Nahezu alle kupferhaltigen Materialien können als Rohstoffe zur Kupfergewinnung dienen. Nicht verunreinigte Produktionsabfälle aus der Metallverarbeitung (Neu- bzw. Produktionsschrotte) können direkt wieder eingeschmolzen und weiterverarbeitet werden, ebenso sortenrein sortierte Kupfer- und Legierungsschrotte. Alle anderen kupferhaltigen Sekundärrohstoffe wie isolierte Kabel und Leitungen oder in Kraftfahrzeugen und Elektrogeräten verbaute Komponenten müssen zunächst von Nebenbestandteilen und äußeren Verunreinigungen getrennt werden. Je nach Güte der Trennprozesse lassen sich Reinheiten von bis zu 99,95 % erzielen, so dass das produzierte Kupfergranulat direkt in der Metall-, Automobil- und der chemischen Industrie eingesetzt werden kann. Wenn Verunreinigungen mit Begleitelementen oder sonstige mineralische oder organische Anhaftungen eine direkte Legierungsherstellung aus Qualitätsgründen verhindern, müssen pyrometallurgische Recyclingverfahren angewendet werden. In einem mehrstufigen Prozess, an dessen Ende die elektrolytische Raffination steht, können Verunreinigungen nahezu restlos entfernt werden, so dass eine Reinheit über 99,99 % erzielt wird.
2022 wurde weltweit knapp ein Drittel des jährlichen Kupferbedarfs von 32 Mio. t aus Recyclingmaterial gedeckt, in der EU sind es rund 45 %, in Deutschland über 50 %. Nimmt man eine durchschnittliche Lebensdauer aller Kupferprodukte von ca. 33 Jahren an und bezieht die Altkupfermenge auf die Kupferproduktion im selben Zeitraum, ergibt sich ein Anteil an wiederverwertetem Kupfer von rund 80 %. 2019 wurden von den 2,63 Mio. t in der EU durch gebrauchte Produkte generierten Kupferschrotten 1,60 Mio. t, also 61 % gesammelt und in der EU wiederverwertet.

#### Aluminium
Wenn Aluminiumlegierungen sortenrein gesammelt und aufbereitet werden, können sie aus dem resultierenden Umschmelzaluminium ohne Qualitätsverlust recycelt werden. Da verschiedene Legierungselemente (z. B. Magnesium) beim Umschmelzen nicht entfernt werden können, kommt es bei nicht sortenreiner Erfassung häufig zum Downcycling. Mittlerweile lassen sich verschiedene Aluminiumlegierungen auch großtechnisch mithilfe laserinduzierter Plasmaspektroskopie (LIBS) voneinander trennen.
Recyceltes Aluminium bietet gegenüber primär erzeugtem große ökonomische und ökologische Vorteile, da seine Herstellung nur etwa 5 % der Energie erfordert, die zur Gewinnung aus Bauxit benötigt wird, und 85–95 % der CO2-Emissionen eingespart werden können. Das Wiedereinschmelzen einer Tonne Aluminiumschrott erfordert ca. 2800 kWh an elektrischer Energie und erzeugt etwa 600 kg CO2. Die Absolutwerte für Energiebedarf und CO2-Emissionen sind damit immer noch hoch und liegen, trotz des deutlich niedrigeren Schmelzpunktes von Aluminium, in derselben Größenordnung wie die beim Stahlrecycling.
2019 stammten 33 % des weltweit produzierten Aluminiums aus der Recyclingroute, 19 % aus gebrauchten Produkten (post-consumer, PC) und 14 % aus Industrieabfällen (post-industrial, PI). In Europa waren es 59 % (37 % PC, 22 % PI), in China 24 % (11 % PC, 13 % PI) und in Japan 100 % (69 % PC, 31 % PI). 75 % der bisher insgesamt hergestellten 1,5 Mrd. t Aluminium sind noch heute in Gebrauch. Von der Gesamtmenge des in der EU anfallenden Aluminiumschrotts aus gebrauchten Produkten (4,34 Mio. t) wurden rund 3,0 Mio. t gesammelt und aufbereitet, was einer Recyclingquote von 69 % entspricht.

### Glas
Glas lässt sich beliebig oft einschmelzen und zu neuen Produkten verarbeiten, entscheidend für die Qualität ist der Reinheitsgrad der Scherben aus dem Altglasrecycling. Da sich Hohlglas und Flachglas auch in der chemischen Zusammensetzung unterscheiden, werden beide getrennt voneinander gesammelt und recycelt. Die Recyclingraten unterscheiden sich dabei erheblich: Während 2018 bei Behälterglas geschätzte 32 % der weltweit produzierten Glasmenge aus Altglas bestanden, wurde bei Flachglas eine Recyclingrate von nur 11 % erzielt. Die Gesamtrecyclingrate betrug 21 %.
In Europa werden Einweg-Glasverpackungen seit Jahrzehnten nahezu flächendeckend für das Recycling gesammelt, teils über die haushaltsnahe Straßensammlung, teils über öffentliche Altglascontainer. In Deutschland wird hierbei zwischen Weiß-, Grün- und Braunglas unterschieden, in anderen Ländern wie Österreich und Schweden werden lediglich ungefärbte Glasverpackungen (Weißglas) und gefärbte Glasverpackungen (Buntglas) getrennt erfasst. Die Farbtrennung ist wichtig für den Recyclingprozess, denn farbige Flaschen verursachen bei farblosem Glas ungewollte Farbstiche. Umgekehrt führt die Zugabe von Weißglas beim Aufbereiten von Buntglas zu Glasfehlern und vermindert die für empfindliche Füllgüter (z. B. Milch, Medikamente, Bier) wichtige Lichtschutzfunktion. Da Grünglas am ehesten Fehlfarben verträgt, sollten andersfarbige Glasbehälter in den Grünglascontainer entsorgt werden.
In der EU-27 wurden 2021 fast 12 Mio. t Glasverpackungen für das Recycling gesammelt. Die durchschnittliche Sammelrate bezogen auf die in Verkehr gebrachte Menge lag bei 80,1 %, wobei die länderspezifischen Raten sehr unterschiedlich ausfallen. In Norwegen, Finnland, Belgien, Luxemburg, Slowenien und der Schweiz wurden Werte von über 90 % erreicht, während die Sammelraten in Ungarn und Griechenland unter 50 % lagen. Da wegen der enthaltenen Verunreinigungen zwischen 3 % und 7 % der gesammelten Menge nicht wieder aufbereitet werden können, liegen die tatsächlichen Recyclingquoten niedriger. Laut einer Studie über die „Leistung des Verpackungsglasrecyclings in Europa“ wurden 2019 92 % der gesammelten Glasverpackungsabfälle recycelt und 91 % der recycelten Menge wieder zur Herstellung von Flaschen und Gläsern eingesetzt. Je nach Farbtrennung können Glashütten unterschiedliche Altglasanteile zur Herstellung neuer Glasverpackungen einsetzen. Der Rezyklatanteil bei der Produktion von Grünglas liegt bei 90–95 %, bei der von Braunglas bei 70 %, Weißglas lässt in der Regel nur einen Anteil von 60 % zu.
In Deutschland werden jährlich rund 2 Mio. t Altglas gesammelt, die Recyclingquote lag 2019 bei 84,1 %. In der Schweiz wurden 2022 rund 305.000 t Altglas aus Flaschen und damit 97 % der auf den Markt gebrachten Getränkeflaschen verwertet.

### Papier
Papierrecycling umfasst die Aufbereitung von Altpapier, Pappe und gebrauchtem Karton zu Sekundärfaserstoff (Altpapierstoff), der wieder zur Herstellung neuer Papiere eingesetzt wird. Papier kann mehrfach, aber nicht beliebig of recycelt werden; nach Schätzungen der Industrie sind drei bis acht Zyklen realisierbar. Da jeder Recyclingzyklus die Fasern verkürzt und schwächt, muss zur Herstellung höherwertiger Papiererzeugnisse neuer Zellstoff in die Produktion eingebracht werden.
Beim Recyclingprozess werden nach einer Sortierung in definierte Qualitäten die Papierfasern in Wasser gelöst, voneinander getrennt und von Fremdstoffen, Druckfarben und zu kurzen Fasern gereinigt. Zur Herstellung von Recyclingpapier wird nur die Hälfte an Energie und zwischen einem Siebtel bis zu einem Drittel der Wassermenge benötigt, die zur Produktion von Papier aus Primärfasern eingesetzt wird. Die Treibhausgasemissionen sind bei Recyclingpapieren auf dem deutschen Markt durchschnittlich 15 % geringer als bei Frischfaserpapieren.
2021 wurden weltweit 244 Mio t Papier und Pappe aus Sekundärfaserstoff hergestellt, das entspricht 59 % der insgesamt produzierten Menge. Die Recyclingrate als Verhältnis von Altpapierrecycling zu Papierverbrauch betrug weltweit rund 60 %, in der EU (einschließlich Norwegen, Schweiz und UK) 73 %, in Asien 57 %, in Nordamerika 66 %, in Lateinamerika 46 % und in Afrika 38 %. Die angegebenen Raten beziehen Handelsmengen komplett mit ein, so dass sich durch Nettoimporte von Altpapier und/oder durch Nettoexporte von Sekundärfaserstoff oder Recyclingpapier Werte von über 100 % ergeben können. Die netto gehandelten Mengen ausgeschlossen, betrug 2022 der Anteil des in Europa zur Papierproduktion eingesetzten Altpapiers am europäischen Verbrauch 63 % (im Vergleich zu 71 % inklusive Nettohandel). In Deutschland hat sich die Altpapiereinsatzquote, also der Altpapieranteil an der gesamten inländischen Papierproduktion, von knapp 61 % im Jahr 2000 auf rund 79 % im Jahr 2022 erhöht, die Altpapierverwertungsquote (Altpapierverbrauch/Papierverbrauch) hingegen von 58 % auf über 95 %. Die Altpapierrücklaufquote (Altpapieraufkommen/Papierverbrauch) ist im selben Zeitraum nur unwesentlich von 72 % auf 74 % gestiegen.
Ein negativer Aspekt bei der Altpapierverwertung ist, dass sich bei wiederholten Recyclingzyklen wasserlösliche Schadstoffe in den Kreisläufen anreichern. Dazu gehören Mineralölbestandteile aus Druckfarben, per- und polyfluorierte Verbindungen (PFAS), Bisphenol S aus Thermopapier von Kassenbons und Thermoetiketten und Phthalate aus Klebstoffen. Auch Stoffe, die in Deutschland seit Jahren nicht mehr eingesetzt werden, können über Altpapier aus anderen Ländern in das Recyclingpapier eingetragen werden. Diese Verunreinigungen gefährden den Einsatz von Altpapier für Lebensmittelverpackungen, denn sowohl die Bedarfsgegenständeverordnung als auch das Bundesinstitut für Risikobewertung geben Obergrenzen für den Gehalt an gesundheitsbedenklichen Stoffen in Lebensmittelkontaktmaterialien vor.

## Recycling gemischter Stoffströme

### Kraftfahrzeuge
Beim Fahrzeugrecycling liegt das Hauptaugenmerk auf der Rückgewinnung der Metalle (primär Eisen und Stahl), die bei Kraftfahrzeugen in Summe ca. 75 % der Gesamtmasse ausmachen. Die Wiederverwendung noch funktionsfähiger Gebrauchtteile durch „Ausschlachten“ der Fahrzeuge wird in vielen Industrieländern aufgrund des schnellen Modellwechsels, der ständig weiterentwickelten Elektronik und der geringeren Haltbarkeit der Ersatzteile zunehmend unattraktiv. Altfahrzeuge werden in der Regel von einem lokalen Demontagebetrieb angenommen, der zunächst Batterien, Flüssiggastanks und Airbags demontiert (bzw. gezielt auslöst) und schadstoffbelastete Komponenten wie Ölfilter sowie sämtliche Betriebsflüssigkeiten entnimmt. Nach der Demontage verkaufsfähiger Ersatzteile und separat zu verwertender Komponenten wie Katalysatoren, Reifen, Teile der Fahrzeugelektronik und teilweise auch der Scheiben werden die Fahrzeuge zumeist mithilfe einer Schrottpresse verdichtet, um sie kostengünstiger transportieren zu können. Ein Verwertungsbetrieb übernimmt dann das Schreddern und die Trennung der Materialien (s. Abschnitt Metalle) in Stahlschrott, verschiedene Nichteisenmetalle (Aluminium, Magnesium, Kupfer, Zink, Blei) und eine Kunststoff- bzw. Schredderleichtfraktion. Letztere wird nur ungefähr zur Hälfte werkstofflich verwertet, der Rest wird zwecks Energierückgewinnung verbrannt oder deponiert.
Im Jahr 2021 fielen in der EU insgesamt rund 5,7 Mio. Altfahrzeuge zur Verwertung an (6,5 Mio t), die meisten davon in Frankreich (1,5 Mio t), gefolgt von Italien (1,4 Mio t) und Spanien (0,86 Mio t). Auch in Polen (0,52 Mio t) wurden mehr Altfahrzeuge verwertet als in Deutschland, das mit rund 0,44 Mio t auf Platz 5 lag. Die Richtlinie 2000/53/EG über Altfahrzeuge fordert seit 1. Januar 2015 eine Verwertungsquote (Wiederverwendung + Recycling + Energierückgewinnung) von mindestens 95 % der anfallenden Masse sowie eine Recyclingquote (Wiederverwendung + Recycling) von mindestens 85 %. In Deutschland wird die geforderte Recyclingquote seit 2015 kontinuierlich erfüllt, 2021 lag sie bei 90 %. Die Verwertungsquote verfehlte hingegen 2019 mit 93,6 % und 2020 mit 94,0 % zweimal in Folge das Ziel. 2021 wurden die EU-Vorgaben mit 97,5 % wieder eingehalten.
Nur etwa die Hälfte der rund 12 Mio. Automobile, die pro Jahr in der EU aus dem Verkehr genommen werden, wird in zugelassenen Recyclinganlagen behandelt. Jährlich enden rund 4 Mio. Kraftfahrzeuge mit „unbekanntem Verbleib“, d. h. sie werden abgemeldet, ohne dass Nachweise über eine ordnungsgemäße Entsorgung oder den legalen Export vorliegen. Der Großteil der verschwundenen Fahrzeuge wird in Europa, häufig unter Missachtung von Sicherheits- und Umweltvorschriften, illegal demontiert. Dies hat erhebliche Auswirkungen auf die Umwelt, da jedes Jahr bis zu 55 Mio. Liter gefährlicher Flüssigkeiten verloren gehen. Ein Teil der Altfahrzeuge wird in Drittländer exportiert, obwohl sie als gefährliche Abfälle gelten, deren Ausfuhr aus der EU in Nicht-OECD-Länder verboten ist. In der Praxis ist es jedoch schwierig, zwischen einem legal exportierten Gebrauchtwagen und einem Altauto zu unterscheiden. Im Juli 2023 schlug die Europäische Kommission eine neue Verordnung über Altfahrzeuge vor, die unter anderem deren „Verschwinden“ Einhalt gebieten soll.

### Elektro- und Elektronikgeräte
Elektro- und Elektronikschrott ist heute der am schnellsten wachsende Abfallstrom der Welt – angetrieben durch höhere Verbrauchsraten (insbesondere im Bereich der IT und der Unterhaltungselektronik), kurze Lebenszyklen und mangelnde Reparaturmöglichkeiten. 2019 fielen weltweit 53,6 Mio. t Elektroschrott (ohne Solarmodule) an, das sind durchschnittlich 7,3 kg pro Kopf. Dieser Schrott hat einen Rohstoffwert von etwa 57 Mrd. USD, wozu Eisen, Kupfer und Gold am meisten beitragen. Die Erzeugung von Elektroschrott ist seit 2014 um 9,2 Mio. t gestiegen und wird den Prognosen zufolge bis 2030 auf 74,7 Mio. t anwachsen – fast eine Verdoppelung in nur 16 Jahren.
Elektroschrott ist ein sehr heterogener Stoffstrom, der neben Metallen aller Art, verschiedenen Kunststoffen und Glas häufig gesundheits- und umweltgefährdende Stoffe enthält, darunter Blei, Arsen, Cadmium, Chrom(VI)-Verbindungen, Quecksilber und diverse Halogenverbindungen. Zumeist sind wertvolle Metalle und seltene Erden in kleinen Mengen enthalten, was das stoffliche Recycling lukrativ, aber auch aufwendig macht. In komplexen Elektronikgeräten wie Smartphones finden sich bis zu 60 verschiedene Elemente aus dem Periodensystem, wobei viele davon technisch rückgewinnbar sind. Je nach Komplexität und Schadstoffgehalt muss das Gerät oder die Baugruppe manuell demontiert und von Schadstoffen befreit werden, bevor sie z. B. durch Schreddern maschinell verarbeitet werden kann. Aus Elektroaltgeräten werden neben Edel- und Sondermetallen hauptsächlich Gusseisen, Stahl, Kupfer, Aluminium und Messing gewonnen.
Die Kunststofffraktion besteht aus einer Vielzahl unterschiedlicher Polymere und kann nur zu etwa 20 % wiederverwertet werden. Zum einen bestehen Leiterplatten aus glasfaserverstärkten Duromeren, die nicht recycelbar sind; zum anderen sind viele Kunststoffkomponenten hochgradig schadstoffbelastet, da sie aus Brandschutzgründen flammhemmend ausgerüstet sein müssen und dafür häufig bromierte Flammschutzmittel, teilweise in Kombination mit Antimontrioxid, eingesetzt werden. Bei deren Verbrennung entstehen hochtoxische Substanzen (polybromierte Dibenzodioxine und Dibenzofurane), die in Müllverbrennungsanlagen aus dem Rauchgas gefiltert werden müssen.
| Region   | Gesamt- aufkommen | Pro-Kopf- Menge | Sammel- quote |
| -------- | ----------------- | --------------- | ------------- |
| Asien    | 24,9 Mio. t       | 5,6 kg          | 11,7 %        |
| Europa   | 12,0 Mio. t       | 16,2 kg         | 42,5 %        |
| Amerika  | 13,1 Mio. t       | 13,3 kg         | 9,4 %         |
| Ozeanien | 2,9 Mio. t        | 16,1 kg         | 8,8 %         |
| Afrika   | 0,7 Mio. t        | 2,5 kg          | 0,9 %         |

2019 wurden weltweit nur 17,4 % des angefallenen Elektroschrotts geordnet gesammelt und dem Recycling zugeführt. Damit ist der Verbleib von 44,3 Mio. t Elektroschrott ungewiss, und seine Handhabung in Ländern mit mittlerem und niedrigem Einkommen führt zu hohen Umweltbelastungen und schweren gesundheitlichen Schäden bei Arbeitern und Anwohnern in der Umgebung von Entsorgungsanlagen (vgl. Artikel „Elektronikschrottverarbeitung in Guiyu“, „Elektronikschrottverarbeitung in Agbogbloshie“). Zwar wuchs die formal dokumentierte Sammelrate zwischen 2014 und 2019 um 1,8 Mio. t, doch kann die Zunahme der Recyclingaktivitäten von rund 0,4 Mio. t/a bei weitem nicht mit dem Anstieg des Elektroschrottaufkommens von fast 2 Mio. t/a Schritt halten.
Die WEEE-Richtlinie verpflichtet die Vertreiber von Elektro- und Elektronikgeräten in der EU zur kostenlosen Rücknahme der Altgeräte und die Nutzer zur getrennten Sammlung und ordnungsgemäßen Rückgabe. Die Hersteller müssen Systeme für die Verwertung einrichten, die Mengenströme verschiedener Stoffe dokumentieren und die Sammlung, Behandlung, Verwertung und umweltgerechte Beseitigung der Geräte finanzieren. Ab 2016 galt eine jährliche Mindestsammlequote von 45 % des Durchschnittsgewichts der Elektro- und Elektronikgeräte, die in den drei Vorjahren im betreffenden Mitgliedstaat in Verkehr gebracht wurden; seit 2019 liegt die Vorgabe bei 65 %.
In Deutschland wurden die von 2016 bis 2018 geltende Mindestquote jeweils knapp verfehlt oder knapp erreicht (2016: 44,9 %, 2017: 45,1 %, 2018: 43,1 %). Im Jahr 2021 ist die Sammelmenge gegenüber dem Vorjahr von 1,04 Mio t auf 1,01 Mio t Tonnen gesunken. Aufgrund der kontinuierlich steigenden Mengen an in Verkehr gebrachten Geräten blieb die erreichte Sammelquote von 38,6 % deutlich unter dem Niveau des Vorjahres (2020: 44,1 %) und wiederholt weit unterhalb der neuen EU-Vorgabe von 65 %. Die einzigen EU-Länder, die 2021 das vorgegebene Sammelziel erreichten, waren Bulgarien und die Slowakei; Irland (63,8 %) und Lettland (60,2 %) kamen diesem Ziel zumindest nahe.
Für die Verwertung und das Recycling gelten je nach Gerätekategorie seit dem 15. August 2018 folgende Mindestvorgaben, jeweils bezogen auf die gesammelte Menge:
- Wärmeüberträger und Großgeräte (eine der äußeren Abmessungen > 50 cm): 85 % Verwertung, 80 % Wiederverwendung + Recycling
- Bildschirme, Monitore und Geräte, die Bildschirme mit einer Oberfläche von > 100 cm2 enthalten: 80 % Verwertung, 70 % Wiederverwendung + Recycling
- Kleingeräte und kleine IT- und Telekommunikationsgeräte (keine äußere Abmessung > 50 cm): 75 % Verwertung, 55 % Wiederverwendung + Recycling
- Lampen: 80 % Recycling

Diese Vorgaben haben Deutschland und Österreich in den Jahren 2019 bis 2021 in allen Gerätekategorien eingehalten.

### Batterien und Akkumulatoren
Die Verordnung (EU) 2023/1542 über Batterien regelt auch das Recycling von Altbatterien.

#### Sammlung
Für gebrauchte Batterien besteht in Deutschland und in der Schweiz eine gesetzliche Rückgabepflicht für Verbraucher und eine Rücknahmepflicht für Handel, öffentlich-rechtliche Entsorgungsträger, Hersteller und Importeure. In Österreich muss jeder Inverkehrbringer Batterien unentgeltlich zurücknehmen und Hersteller müssen deren Behandlung entsprechend dem Stand der Technik sicherstellen; eine gesetzliche Rückgabepflicht besteht nicht. Allerdings verpflichtet § 7 der Batterienverordnung die Hersteller dazu, Verbraucher über Sinn und Zweck der getrennten Sammlung von Altbatterien, Nachteile der Beseitigung gemeinsam mit unsortierten Siedlungsabfällen und die Sinnhaftigkeit der stofflichen Verwertung aufzuklären. Ein wichtiges Ziel der getrennten Sammlung von Altbatterien und des Recyclings ist neben der Gewinnung von Sekundärrohstoffen die Entlastung der Umwelt von Giftstoffen, konkret Blei, Nickel, Cadmium, Quecksilber und Schwefelsäure. Bei Lithium-Ionen-Akkus spielt zudem die Sicherheit eine wichtige Rolle; durch unsachgemäße Entsorgung kommt es immer wieder zu Bränden in Entsorgungsbetrieben und Müllfahrzeugen.

#### Gerätebatterien und -akkumulatoren
Je nach Batterietyp kommen unterschiedliche Recyclingverfahren zum Einsatz. In der Regel werden Batterien zunächst händisch vorsortiert und anschließend automatisch nach Größe und, z. B. mittels Röntgenverfahren, nach elektrochemischem System getrennt. Eine klare Kennzeichnung des Materialtyps am Gehäuse ist bisher (Stand 2024) nicht gesetzlich vorgeschrieben. Aus zinkhaltigen Gerätebatterien wird in Schmelzöfen in erster Linie Zink wiedergewonnen, beim Aufschmelzen von Alkali-Mangan-Batterien in Lichtbogenöfen entsteht zusätzlich Ferromangan, das als Vorlegierung in Stahlwerken eingesetzt wird. Aus NiCd- und NiMH-Akkus wird mittels Vakuumdestillation ein Nickel-Eisen-Gemisch erzeugt, das entweder bei der Stahlherstellung verwendet oder in seine Bestandteile getrennt werden kann. Dieses Verfahren erlaubt zudem die Rückgewinnung von Cadmium in hoher Reinheit (> 99,9 %). Auch Lithium-Manganoxid-Primärzellen können mittels Vakuumdestillation teilweise wiederverwertet werden, Lithium und Graphit aus den Elektroden sowie die Elektrolytlösungen gehen dabei jedoch verloren.

#### Blei-Säure-Akkumulatoren
Bei Bleiakkumulatoren muss, unabhängig vom folgenden Recyclingverfahren, zunächst die Schwefelsäure abgetrennt und neutralisiert werden. Sie wird mittels Filterpressen gereinigt und entweder für den erneuten Einsatz regeneriert oder zu Natriumsulfat oder Ammoniumsulfat zur industriellen Verwendung umgesetzt. Die entleerten Akkus werden anschließend in einem Brecher zerkleinert. Die anfallende Bleipaste und die Gitterelektroden werden in Kurztrommelöfen entschwefelt und zu Rohblei verarbeitet, das durch Seigerung oder Elektrolyse weiter raffiniert und neu legiert wird. Das Kunststoffgehäuse kann größtenteils zu Polypropylen-Rezyklat aufbereitet werden, die verbleibende Restfraktion (Hartgummi, PVC, Zellulose) wird verbrannt. Mit effizienten Verfahren lassen sich 92 % der Batteriekomponenten und 98 % des Bleis zurückgewinnen. Weniger aufwendig als die Trennung in die Einzelbestandteile ist, die säureentleerten Altakkus komplett in Schachtöfen zu verhütten. Dabei werden die organischen Stoffe pyrolisiert und die Bleiverbindungen zu metallischem Blei reduziert. Schlacke, Filterstaub und Raffinationsabfälle müssen aufbereitet und können teilweise ebenfalls weiterverwendet werden.
Blei-Säure-Akkumulatoren sind wegen ihres hohen Bleianteils ein weltweit begehrter Rohstoff. Problematisch ist deren Recycling in vielen afrikanischen Ländern, besonders in Nigeria als wichtigem Bleiexporteur, in Indien und China. Dort werden Fahrzeugbatterien häufig ohne besondere Schutzvorkehrungen von Hand aufgebrochen, wobei Säure und Blei ungefiltert in die Umgebung gelangen und zu massiven Schäden bei Menschen und Umwelt führen. Ein beträchtlicher Teil der auf diese Weise recycelten Starterbatterien stammt aus Deutschland, über Umwege importieren europäische Batteriehersteller wiederum das daraus gewonnene Blei.

#### Lithium-Ionen-Akkumulatoren
Eine bisher nicht umfassend gelöste Herausforderung ist das Recycling von Lithium-Ionen-Akkumulatoren. Sie sind einerseits weitaus komplexer aufgebaut als andere Akkus und unterscheiden sich je nach Anwendung stark in ihrer Zusammensetzung. Andererseits ist die Rücklaufquote bei Fahrzeugbatterien noch so gering, dass sich komplexe Recyclingprozesse mit hohen Rückgewinnungsquoten, auch wenn sie technisch machbar sind, meist nicht wirtschaftlich betreiben lassen. Vor der Behandlung müssen Li-Ionen-Akkus entladen und durch Erhitzen deaktiviert werden. Durch die Kombination von Elektrolytrückgewinnung, mechanischen, hydrometallurgischen und pyrometallurgischen Verfahren können theoretisch über 90 % der Materialien stofflich recycelt werden. Relevant ist dabei die Gewinnung von Kupfer, Aluminium, Mangan, Kobalt, Nickel, Lithium, Graphit und organischen Carbonaten des Elektrolyts. Doch weder hydro- noch pyrometallurgische Verfahren führen zu reinen Materialströmen, die sich einfach in ein Kreislaufsystem für Batterien einspeisen lassen. Zudem werden deren ökologische Vorteile wegen des hohen Energiebedarf angezweifelt (Stand 2020).

#### Sammelquoten und Recyclingeffizienzen
| Land        | Pb-Akkus  | Pb-Akkus | NiCd-Akkus | NiCd-Akkus | sonst. Batterien | sonst. Batterien |
| Land        | Input     | RE       | Input      | RE         | Input            | RE               |
| ----------- | --------- | -------- | ---------- | ---------- | ---------------- | ---------------- |
| Belgien     | 27.400 t  | 81 %     | 359 t      | 85 %       | 2.007 t          | 66 %             |
| Deutschland | 150.943 t | 82 %     | 969 t      | 80 %       | 29.620 t         | 76 %             |
| Frankreich  | 258.163 t | 86 %     | -          | 84 %       | 12.852 t         | 60 %             |
| Italien     | 159.724 t | 92 %     | 474 t      | -          | 4.384 t          | -                |
| Niederlande | 22.152 t  | 76 %     | 438 t      | 77 %       | 3.901 t          | 72 %             |
| Polen       | 100.468 t | 78 %     | 317 t      | 93 %       | 19.512 t         | 73 %             |
| Schweden    | 53.005 t  | 68 %     | 362 t      | 76 %       | 529 t            | 72 %             |
| Spanien     | 193.302 t | 73 %     | 272 t      | 86 %       | 8.952 t          | 91 %             |

In der Richtlinie 2006/66/EG schreibt die EU ihren Mitgliedstaaten Mindestsammelquoten und Mindesteffizienzen für das Recycling von Altbatterien vor. Demnach war bis zum 26. September 2012 eine Sammelquote von mindestens 25 % zu erreichen, bis zum 26. September 2016 eine Quote von 45 %. Für die Recyclingeffizienz gelten je nach Batterietyp folgende Mindestvorgaben, jeweils bezogen auf das durchschnittliche Gewicht:
- Blei-Säure-Batterien und -Akkumulatoren: 65 %
- Nickel-Cadmium-Batterien und -Akkumulatoren: 75 %
- sonstige Altbatterien und -akkumulatoren: 50 %

Sammel- und Recyclingziele für Lithium-Ionen-Akkus gibt die aktuelle EU-Richtlinie nicht vor (Stand Dezember 2023).
Im Jahr 2012 wurden in der EU 64.000 t Gerätebatterien und -akkumulatoren für das Recycling gesammelt, 2020 waren es 99.000 t. Die Sammelquote, die sich jeweils auf die mittleren Verkaufszahlen der letzten drei Jahre bezieht, ist in diesem Zeitraum von 37 % auf 47 % gestiegen. Europaweit die höchsten Sammelquoten erzielten 2020 Island (77 %), Luxemburg (69 %) und Kroatien (68 %). Hingegen lagen Portugal (16 %), Malta (27 %) und Griechenland (34 %) weit unter den geforderten 45 %. In Österreich lag die Sammelquote 2020 mit 48 % etwas höher als in Deutschland mit knapp 46 %, in der Schweiz mit 55 % deutlich darüber.
Nebenstehende Tabelle listet die Länder, in denen 2020 EU-weit die höchsten Mengen an Altbatterien angefallen sind. Die angegebenen Recyclingeffizienzen beziehen sich nicht auf die produzierten, sondern auf die dem Recycling zugeführten Mengen und schließen jede Art des stofflichen Recyclings ein. Dazu zählen beispielsweise auch bei der pyrometallurgischen Aufbereitung anfallende Schlackerückstände, die im Straßenbau eingesetzt werden.

## Wirtschaftstheorie
Die neoklassische Wirtschaftstheorie bietet keinen theoretischen Rahmen für das Recycling, weil sie vom Individuum ausgeht, das seinen Nutzen maximieren will (Homo oeconomicus). Die Neoklassik modelliert den Wirtschaftsprozess mit einer Produktionsfunktion, wobei das Produkt wesentlich verschieden ist von den eingesetzten Produktionsfaktoren. Um Recycling zu modellieren, braucht es ein zyklisches Wirtschaftsmodell, wie es Piero Sraffa vorgeschlagen hat. In seiner Theorie der Kuppelproduktion können unerwünschte und schädliche Nebenprodukte und Abfälle der Produktion als Kuppelprodukte mit negativen Preisen aufgefasst werden. Erst wenn die Abfälle als Rohstoffe in den zyklischen Produktionsprozess zurückgeführt werden können, werden ihre Preise positiv.

## Nationales
| Land         | 2004  | 2021 |
| ------------ | ----- | ---- |
| Deutschland  | 56,4  | 67,8 |
| Österreich   | 57,4  | 62,5 |
| Slowenien    | 20,4  | 60,8 |
| Niederlande  | 46,9  | 57,8 |
| Dänemark     | 41,0  | 57,6 |
| Belgien      | 53,5  | 55,5 |
| Luxemburg    | 41,5  | 55,3 |
| Italien      | 17,6  | 51,9 |
| Slowakei     | 6,1   | 48,9 |
| Europa-27    | 31,8  | 48,7 |
| Litauen      | 1,9   | 44,3 |
| Lettland     | 4,4   | 44,1 |
| Frankreich   | 29,0  | 43,8 |
| Tschechien   | 5,5   | 43,3 |
| Irland       | 29,5  | 40,8 |
| Polen        | 4,9   | 40,3 |
| Schweden     | 43,9  | 39,5 |
| Finnland     | 33,6  | 39,0 |
| Spanien      | 30,9  | 36,7 |
| Ungarn       | 11,8  | 34,9 |
| Kroatien     | 3,2   | 31,4 |
| Portugal     | 13,5  | 30,4 |
| Estland      | 24,8  | 30,3 |
| Bulgarien    | 17,2  | 28,2 |
| Griechenland | 10,1  | 21,0 |
| Zypern       | 3,2   | 15,3 |
| Malta        | 6,3   | 13,6 |
| Rumänien     | 1,1   | 11,3 |
| Schweiz      | 48,7  | 53,3 |
| Norwegen     | 36,5  | 38,2 |
| Island       | 16,4  | 26,4 |
| Türkei       | k. A. | 12,3 |

### Deutschland

#### Initiativen vor 1990
Bereits Mitte der 1950er Jahre begann die DDR, ein Verwertungssystem aufzubauen, um aus Abfällen Rohstoffe zu gewinnen. Bei Altstoffsammlungen wurden unter anderem Textilien, Papier, Glas, Metalle und Plaste zu festgelegten Rücknahmepreisen gesammelt. Um den Altstoffhandel als einheitlichen Wirtschaftszweig zusammenzufassen und die Erfassung, Aufbereitung und Wiederverwendung von Altstoffen zu verbessern, wurde 1971 die VVB Altrohstoffe gegründet. Erklärte Ziele waren neben „sozialistischer Sparsamkeit“, also Deviseneinsparung, die Verringerung der „Vergeudung von Material“ und der Umweltschutz. Schrittweise wurden industrielle Methoden der Aufbereitung und Wiederverwendung entwickelt, gestützt durch systematische Forschung zur Verbesserung der Erfassungsmöglichkeiten und Aufbereitungstechnologien sowie zur Erschließung neuer Einsatzgebiete für Sekundärrohstoffe. Aus der VVB Altrohstoffe, der über 20 volkseigene Betriebe (VEB) zur Erfassung und Aufbereitung sowie ein Spezialsortierbetrieb unterstellt waren, ging 1981 das VE Kombinat Sekundärrohstofferfassung (SERO) unter dem Ministerium für Materialwirtschaft hervor. Ende der 1980er Jahre wurde fast die Hälfte des Hausmülls in 17.000 Annahmestellen erfasst; durch die systematische Wiederverwertung wurden bis zu 14 % der Rohstoffe, die sonst hätten importiert werden müssen, gespart.
Auch die Bundesrepublik erklärte in den 1970er Jahren Umweltschutz und Abfallvermeidung zum offiziellen Aufgabengebiet: 1972 wurde das erste Abfallbeseitigungsgesetz der BRD beschlossen, das das Einsammeln, Befördern, Behandeln, Lagern und Ablagern von Abfällen regelte. Erstmalig wurden explizit Verpackungen erwähnt und die Möglichkeit geschaffen, bestimmte Verpackungenen zu verbieten:

„Die Bundesregierung wird ermächtigt, durch Rechtsverordnung [...] zu bestimmen, daß solche Verpackungen und Behältnisse [...] nicht in Verkehr gebracht werden dürfen, deren Beseitigung als Abfall wegen ihrer Art, Zusammensetzung, ihres Volumens oder ihrer Menge im Verhältnis zur Beseitigung anderer entsprechend verwendbarer Verpackungen oder Behältnisse einen zu hohen Aufwand erfordert.“

Die Wiederverwertung beschränkte sich in der BRD der 1970er Jahre im Wesentlichen auf Reststoffe, die „konzentriert und in weitgehend homogener Form“ vorlagen, also auf Produktionsreste und -abfälle. Im Gegensatz zur gängigen Praxis in der DDR wurden Wertstoffe aus Hausmüll kaum zurückgewonnen, weil mangelnde oder schwankende Nachfrage und der Aufwand für Sammlung und Aufbereitung die wirtschaftliche Verwertung meist verhinderten. Wie im Abfallwirtschaftsprogramm '75 der Bundesregierung festgestellt, fehlten in der Bundesrepublik „noch ausreichende praktische Erfahrungen in technischer, oganisatorischer und wirtschaftlicher Hinsicht“. Um den Rohstoffkreislauf im Wirtschaftsprozess zu fördern, wurde erstmalig eine Rangfolge für die Abfallwirtschaft formuliert, die das Recycling implizit an zweiter Stelle nannte:
1. Reduzierung der Abfälle auf Produktions- und Verbraucherebene
2. Steigerung der Nutzbarmachung von Abfällen
3. schadlose Beseitigung von Abfällen

11 Jahre später wurden dann Grundsätze und Pflichten zur Vermeidung und Verwertung von Abfällen in der Neufassung des Abfallgesetzes von 1986 verankert.

#### Verpackungsverordnung und Umsetzung von EU-Richtlinien
Einen entscheidenden Impuls gab die Bundesregierung dem Recycling 1991 mit der Verpackungsverordnung (VerpackV), in der sie einerseits die Verantwortung für die Entsorgung von Verpackungen von den Kommunen auf die Hersteller und Vertreiber übertrug und andererseits Erfassungs-, Sortierungs- und Verwertungsquoten für Verpackungsabfälle festschrieb. Auf dieser Grundlage wurde in Deutschland eine flächendeckende Sammlung, Sortierung und Verwertung von Verpackungsabfällen in der Verantwortung der dualen Systeme etabliert. Die Sammlung erfolgt in deren Auftrag durch Entsorgungsbetriebe in Gelben Tonnen bzw. Säcken, Altglascontainern und – gemeinsam mit der gemeindlichen Altpapiersammlung – in Altpapiercontainern. Im Laufe der Zeit wurde die Verpackungsverordnung mehrere Male novelliert, bis sie 2019 vom Verpackungsgesetz (VerpackG) abgelöst wurde, das die EU-Richtlinie 94/62/EG über Verpackungen und Verpackungsabfälle in nationales Recht umsetzt.
1994 wurde das Kreislaufwirtschafts- und Abfallgesetz beschlossen, das detaillierte Vorschriften zur Vermeidung, Verwertung und Ablagerung von Abfällen verzeichnete, die weit über die damals noch dürftigen Vorgaben der Europäischen Union hinausgingen. Prinzipiell ging es nicht mehr vorrangig um Kapazitätsfragen von Deponien, sondern in erster Linie darum, Müll zu vermeiden, wenn nicht möglich, ihn zu verwerten, und erst wenn dies nicht möglich ist, ihn zu deponieren (vgl. § 4 KrW-/AbfG). Die Neufassung des Abfallgesetzes bewirkte, dass bereits im Zeitraum zwischen seiner Verabschiedung und dem Inkrafttreten 1996 der Abfallverwertungsgrad im öffentlichen Mülleinzugsbereich in sechs Bundesländern um über 20 % und in den übrigen um 9 bis 19 % anstieg.
1997 führte die Europäische Union mit dem Recycling-Code eine Systematik zur Kennzeichnung von Verpackungsmaterialien ein, die 1998 in die Neufassung der Verpackungsverordnung übernommen wurde. Die Kennzeichnung ist freiwillig; der Code findet sich häufig auf Kunststoffverpackungen, für andere Materialien wird er seltener verwendet.
1998 trat die Altautoverordnung (AltautoV) in Kraft. Sie hatte zum Ziel, möglichst viele der in Kraftfahrzeugen verbauten Komponenten wiederzuverwenden und einen Großteil der sonstigen Werkstoffe zu verwerten. 2002 wurde sie durch die Altfahrzeug-Verordnung (AltfahrzeugV) abgelöst, die Mindestquoten für Verwertung und Recycling gemäß Richtlinie 2000/53/EG über Altfahrzeuge festlegt. Die Gemeinsame Stelle Altfahrzeuge der Bundesländer (GESA) unterstützt die Umsetzung, indem sie u. a. Daten zu anerkannten Rücknahmestellen, Demontagebetrieben und Schredderanlagen zentral für die Bundesrepublik Deutschland sammelt und den Behörden sowie der Öffentlichkeit zur Verfügung stellt.
Mit der Batterieverordnung (BattV) wurden 1998 die Richtlinie 91/157/EWG und die Anpassungsrichtlinie 93/86/EWG in deutsches Recht umgesetzt. Sie untersagte das Inverkehrbringen bestimmter schadstoffhaltiger Batterien, formulierte konkrete Regelungen zu Rücknahme, Verwertung und Beseitigung und setzte erstmals eine Pfandpflicht für Starterbatterien fest. Zum 1. Dezember 2009 wurden die EU-Batterierichtlinie (Richtlinie 2006/66/EG) und damit verbindliche Sammelziele für Altbatterien auf nationaler Ebene implementiert, und das Batteriegesetz (BattG) löste die Batterieverordnung ab. Seit dem 1. Januar 2021 müssen sich Hersteller von der Stiftung Elektro-Altgeräte Register (EAR) registrieren lassen, bevor sie Batterien in Verkehr bringen. Nachdem das gemeinsame Rücknahmesystem für Gerätealtbatterien der Stiftung GRS Batterien als alleiniges System aus Wettbewerbsgründen eingestellt wurde, erfolgt die unentgeltliche Batterierücknahme und -entsorgung in Deutschland inzwischen durch fünf herstellereigene Systeme. Altbatterien können an rund 200.000 Sammelstellen im Handel, in vielen Universitäten, Schulen und öffentlichen Einrichtungen sowie an kommunalen Wertstoffhöfen und Schadstoffmobilen entsorgt werden.
Seit 2005 gilt das Elektro- und Elektronikgerätegesetz (ElektroG). Die Richtlinie 2002/96/EG nahm die EU-Mitgliedstaaten in die Pflicht, bis zum 13. August 2005 ein funktionierendes Recyclingsystem für Elektro- und Elektronik-Altgeräte einzurichten und ab Dezember 2006 mindestens vier Kilogramm E-Schrott aus privaten Haushalten pro Person und Jahr getrennt zu sammeln. Bis zum 24. November 2005 mussten Hersteller bei der Stiftung EAR registriert sein, seit dem 1. Juli 2006 sind Grenzwerte für bestimmte Schadstoffe in Neugeräten einzuhalten. Mit der Neufassung vom 13. August 2012 wurde das ElektroG an die WEEE-Richtlinie angepasst; am 1. Januar 2022 trat eine weitere Novelle (ElektroG3) in Kraft, die im Unterschied zu den Vorgängerversionen nicht auf eine Aktualisierung der WEEE-Richtlinie zurückgeht, sondern aus einer rein nationalen Gesetzesinitiative resultiert. Neben gängigem Elektronikschrott fallen LED- und Energiesparlampen unter diese Richtlinie, denn sie enthalten neben Quecksilber und weiteren problematischen Stoffen auch elektronische Bauteile. Die Sammlung wird vom Retourlogistikunternehmen Lightcycle organisiert und erfolgt unter anderem in mehr als 9000 Sammel- und Rücknahmestellen in den Kommunen, im Handel und im Elektrohandwerk. Für gewerbliche Mengen stehen mehr als 400 Großmengensammelstellen zur Verfügung. Mengen ab einer Tonne (etwa 5000 Altlampen) holt das Logistikunternehmen nach vorheriger Registrierung kostenlos ab.
2017 wurde in Deutschland mit der Novelle der Klärschlammverordnung (AbfKlärV) eine Recyclingpflicht für Phosphor eingeführt, wonach die meisten Kläranlagen und Klärschlammverbrennungsanlagen bis 2029 bzw. 2032 mit einer Phosphorrückgewinnung ausgestattet sein müssen. Phosphor wird vor allem als Düngemittel in der Landwirtschaft eingesetzt, aber auch als Futtermittel und in diversen industriellen Anwendungen. Die nutzbaren Reserven sind jedoch begrenzt, Deutschland und Europa sind nahezu vollständig von Importen abhängig. Phosphor wird daher von der EU als kritischer Rohstoff eingestuft. Durch das Phosphor-Recycling aus Klärschlamm könnten rein rechnerisch etwa 40 % des heute eingesetzten mineralischen Phosphordüngers in Deutschland ersetzt werden. Auch Mist und Gülle enthalten große Mengen an Phosphor, die noch nicht optimal genutzt werden.

#### Pfandsystem
Mit der Verpackungsverordnung schuf die Bundesregierung 1991 die gesetzliche Grundlage für die Einführung einer Pfanderhebungspflicht. Demnach sollte, wenn der Mehrweganteil von Getränkeverpackungen unter den damaligen bundesdeutschen Mittelwert von 72 % sinkt, ein Pfand auf Einweggetränkebehälter erhoben werden. Nachdem die Mindestmehrwegquote mehrere Jahre lang unterschritten wurde, sind seit 2003 die meisten Einwegflaschen und Getränkedosen mit 0,25 € bepfandet. Seit ihrer Einführung wurde die Pfandpflicht mehrere Male ausgeweitet. Seit Anfang 2022 sind alle Einweg-Getränkeflaschen aus Kunststoff und alle Getränkedosen mit einem Füllvolomen von 0,1 bis 3 Liter pfandpflichtig, seit 1. Januar 2024 gilt dies auch für Einwegflaschen für Milch und Milch(misch)getränke. Ausgenommen sind weiterhin sogenannte „ökologisch vorteilhafte“ Einwegverpackungen wie Getränkekartons, PE-Schlauchbeutel und Folien-Standbodenbeutel.
Nachdem zunächst verschiedenen Pfandsysteme parallel existierten, gründeten der Hauptverband des Deutschen Einzelhandels (HDE) und die Bundesvereinigung der Deutschen Ernährungsindustrie (BVE) im Juni 2005 die DPG Deutsche Pfandsystem GmbH, um ein bundesweit einheitliches Rücknahmesystem für bepfandete Einweggetränkeverpackungen zu organisieren. Die anfangs halbautomatische Pfandflaschen-Rücknahme im Einzelhandel wurde größtenteils durch Rücknahmeautomaten ersetzt, die Einweggebinde von Mehrwegflaschen separieren oder um separate Einwegverpackungs-Leergutautomaten ergänzt. Bepfandete Einwegflaschen und Dosen werden automatisch erkannt, indem das DPG-Logo (dessen spezielle Druckfarbe nur von zertifizierten Etikettenherstellern verwendet werden darf) und die in einem Strichcode geschlüsselte GTIN ausgelesen werden. Die durch das DPG-System erzielte Rücklaufquote liegt zwischen 95 und 99 %.
Über die Bepfandung von Einweg und Mehrweg wurden 2021 in Deutschland 96,3 % der bepfandeten PET-Getränkeflaschen erfasst, weitere 2,4 % gelangten über die dualen Systeme zurück in den Wertstoffkreislauf, so dass sich für PET-Pfandflaschen eine Gesamtrücklaufquote von 98,7 % ergibt. 94,8 % aller PET-Getränkeflaschen (bepfandet und unbepfandet) und damit 423.000 t PET wurden dem Recycling zugeführt. Da die Verwertungskapazitäten im Inland die zur Verfügung stehenden PET-Mengen übersteigen, werden zusätzlich Flaschen importiert, wobei der Importüberschuss auf 15.000 t beziffert wurde. Der Recycling-Output belief sich 2021 auf 426.100 t, also auf 97,2 % der zugeführten PET-Menge. Davon wurden 44,7 % wieder zur Herstellung neuer Flaschen eingesetzt (Bottle-to-Bottle-Recycling), 26,8 % für Folien, 11,3 % für Fasern und 17,2 % für sonstige Anwendungen (Nicht-Lebensmittel-Flaschen, Kunststoffbänder, Spritzgussanwendungen).
Von den knapp 4,5 Mrd. im Jahr 2019 auf den deutschen Markt gebrachten Getränkedosen (52.100 t Aluminium, 24.200 t Weißblech) wurden rund 94 % über das DPG-System erfasst, weitere 4 % über die dualen Systeme und sonstige separate Sammlungen. So wurden dem Recycling insgesamt 51.100 t Aluminium und 23.900 t Weißblech zugeführt, woraus sich eine Recyclingzuführungsquote von 98 % für Getränkedosen aus Aluminium und von rund 99 % für solche aus Weißblech ergibt. Doch lassen sich aus alten Dosen nicht durch einfaches Umschmelzen neue herstellen. Da Weißblechdosen in Deutschland für gewöhnlich nicht entzinnt werden, geht beim Recycling zum einen das als Beschichtung eingesetzte Zinn als separater Rohstoff verloren und müssen zum anderen eingeschmolzene Dosen mit Stahlschrott auf einen Zinngehalt unter 0,03 % verdünnt werden, bevor sie für  Sekundärstahl nutzbar sind. Bei der Herstellung neuer Weißblechdosen muss der Stahl entsprechend neu verzinnt werden.

#### Weitere Konzepte

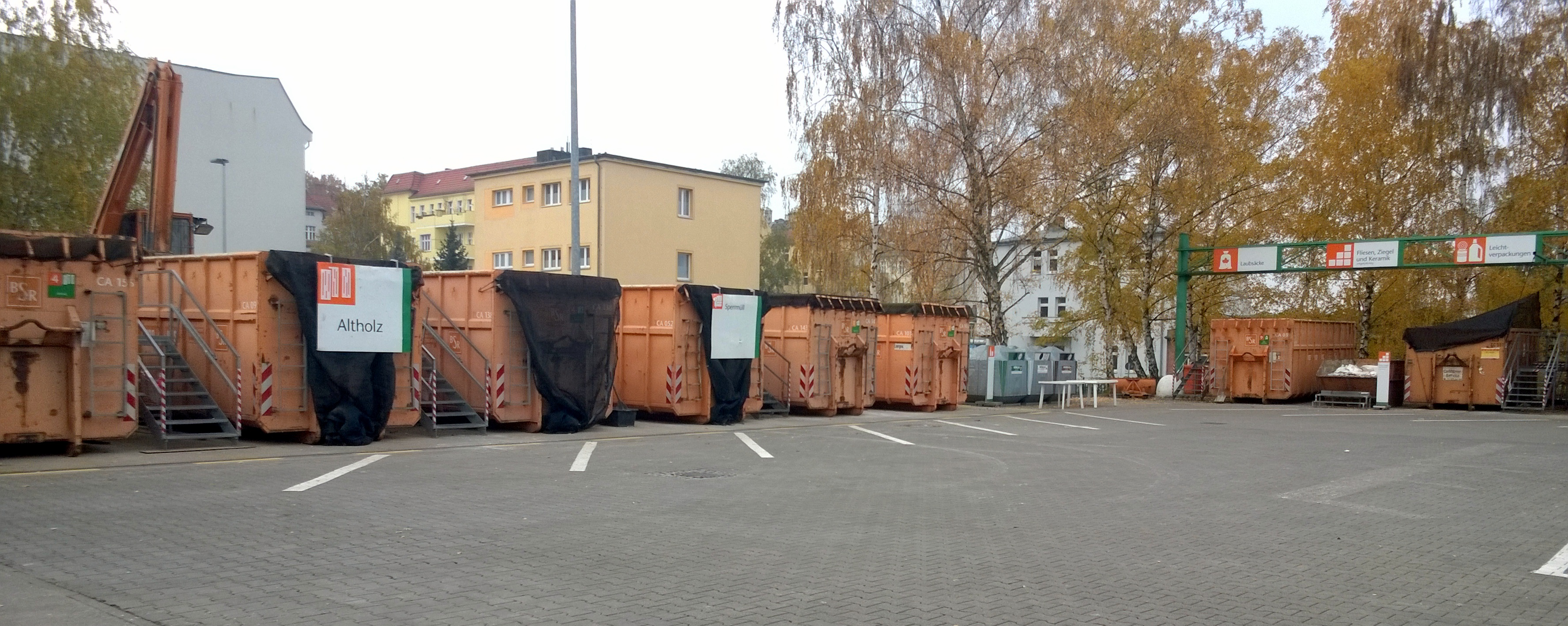
Recyclinghof in Berlin-Charlottenburg

Die Straßensammlung (Holsystem) wird in Deutschland durch ein flächendeckendes Netz von Recyclinghöfen (Bringsystem) mit über 3000 Einrichtungen (Stand 2019) in öffentlich-rechtlicher oder privater Trägerschaft ergänzt. Sie sammeln Abfälle und Wertstoffe aus privaten Haushalten und dem Kleingewerbe in nach Abfallfraktionen getrennten Containern, bereiten sie teilweise zur Weiterverarbeitung auf und leiten sie zu Verwertungs- oder Entsorgungsanlagen weiter. Je nach Menge und Art des Abfalls ist dessen Abgabe kostenfrei oder es werden Gebühren für die Entsorgung erhoben. Der Einzugsbereich je Einrichtung liegt in Deutschland in der Regel bei 50.000 Haushalten und einem Anlieferungsradius von 15 km. Allein in Berlin sind über 20 Wertstoffhöfe zu finden, wobei die Berliner Stadtreinigung (BSR) in Deutschland als größter kommunaler Entsorger gilt.
Sperrmüll kann in Deutschland entweder über die Straßensammlung oder bei Recyclinghöfen entsorgt werden. Im Februar 2018 entschied das Bundesverwaltungsgericht, dass Sperrmüll aus Privathaushalten nicht dem öffentlich-rechtlichen Entsorgungsträger überlassen werden muss, sondern auch von gewerblichen Unternehmen gesammelt werden kann. Die Deutsche Umwelthilfe erhofft sich von der Öffnung des Marktes erhöhte Wiederverwendungs- und Recyclingraten und fordert eine Sperrmüllverordnung mit entsprechenden Quotenvorgaben.
Um den Bürgern die sachgerechte Entsorgung schadstoffhaltiger und problematischer Abfälle zu erleichtern, betreiben die meisten kommunalen Entsorger Schadstoffmobile. Dort können neben haushaltsüblichen Mengen an gefährlichen Chemikalien zur Entsorgung meist auch Elektrokleingeräte, elektronische Bauteile und Altbatterien, Gasbehälter und Handfeuerlöscher sowie Energiesparlampen und Leuchtstoffröhren kostenlos zum Recycling abgegeben werden.

### Österreich
In Österreich ist Recycling als zentrale Zielsetzung im § 1 des Abfallwirtschaftsgesetzes (AWG 2002) verankert. Sammel- und Verwertungssysteme sind genehmigungspflichtig und unterliegen der Aufsicht des Umweltministers (§ 29 AWG). Sie müssen „für zumindest eine Sammel- und Behandlungskategorie errichtet und betrieben werden“ – ob der Betreiber selbst recycelt oder einer Spezialfirma zuführt, bleibt dem Geschäftsgebaren überlassen. In der Praxis beruht Recycling auf Organisationen wie der Altstoff Recycling Austria (ARA-System) im Verpackungsrecycling oder dem Baustoff-Recycling Verband (BRV), die eine Schnittstelle zwischen den Verursachern, den Abfallsammlern (Gemeinden, gewerbliche Sammler, Altstoffsammelzentren) und den spezialisierten Recyclingunternehmen darstellen. Dieses System entwickelte sich auf Basis freiwilliger Kooperationen ab den 1960er Jahren.

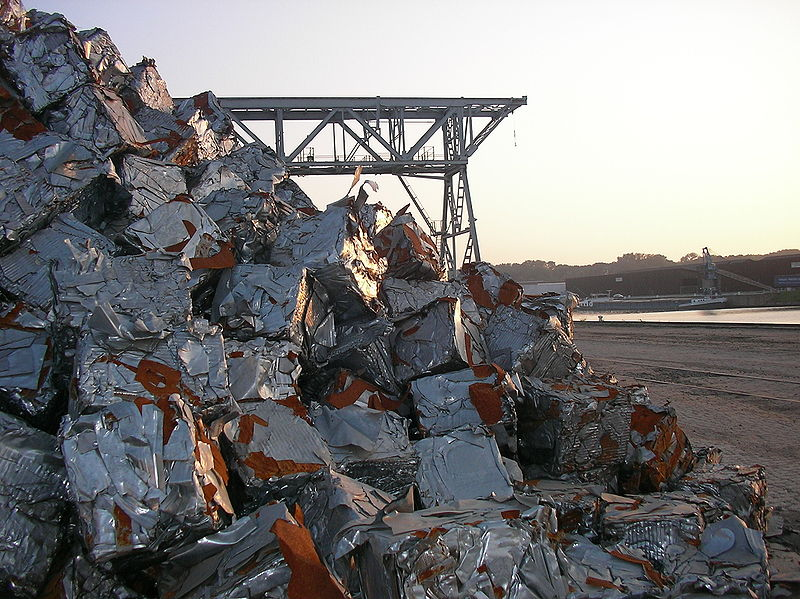
Gepresster Schrott in Österreich

Recycling ist in Österreich, das über wenig eigene Massenbodenschätze verfügt und sich schon lange auf Veredelung spezialisiert hat, eine gut entwickelte Branche. Dazu gehören beispielsweise die Spezialstahl- und die Buntmetallindustrie. Im Jahr 2022 fielen im Inland ca. 3,2 Mio. t Metallabfälle an, weitere 1,4 Mio. t wurden importiert, davon ca. 1 Mio. t Eisen- und Stahlabfälle, 172.000 t Aluminium und 97.000 t Kupfer. Rund 3 Mio. t Metallabfälle wurden in österreichischen Anlagen und Gießereien stofflich verwertet, 1,36 Mio. t wurden exportiert. An 102 Standorten befinden sich Aufbereitungsanlagen für gemischte metallhaltige Abfälle wie Elektro- und Elektronikaltgeräte, Altfahrzeuge und Altbatterien.
Auch die Verarbeitung von Holzabfall spielt in Österreich eine bedeutende wirtschaftliche Rolle. Holzabfälle werden meist bereits am Anfallsort, also auf Baustellen oder in den Sammelzentren, als Altholz „zur stofflichen Verwertung“, „zur thermischen Verwertung“ bzw. als Altholz „gefährlich“ in getrennten Behältnissen gesammelt (Quellensortierung), so dass ein Großteil als hochwertiges Recyclingholz in der Holzwerkstoffindustrie eingesetzt werden kann. Sägemehl, Späne und Schwarten werden hauptsächlich in der Spanplattenindustrie recycelt. Ein großer Teil der anfallenden Rinden wird innerbetrieblich zur Wärmeerzeugung genutzt; der Rest wird in Biomasse- und Fernwärmeversorgungsanlagen thermisch verwertet. Imprägniertes bzw. gefährliches Altholz wird unter Nutzung des Energiegehalts in dafür genehmigten Anlagen verbrannt. 2022 wurden insgesamt rd. 1,14 Mio. t Holzabfälle in Österreich generiert und zusätzlich rd. 707.000 t aus dem Ausland importiert. Von der Gesamtmasse wurden etwa 989.000 t einer stofflichen Verwertung zugeführt, etwa 310.000 t thermisch verwertet und rund 155.000 t exportiert. Mit der Recyclingholzverordnung wurden 2012 erstmals Qualitätsstandards für das Recycling von Altholz geschaffen. Mit der Novelle 2018 soll durch eine verbesserte Quellensortierung und durch die Einführung eines Recyclinggebots die Qualität der für das Recycling vorgesehenen Altholzfraktionen erhöht werden.

#### Recyclingquoten im europäischen Vergleich

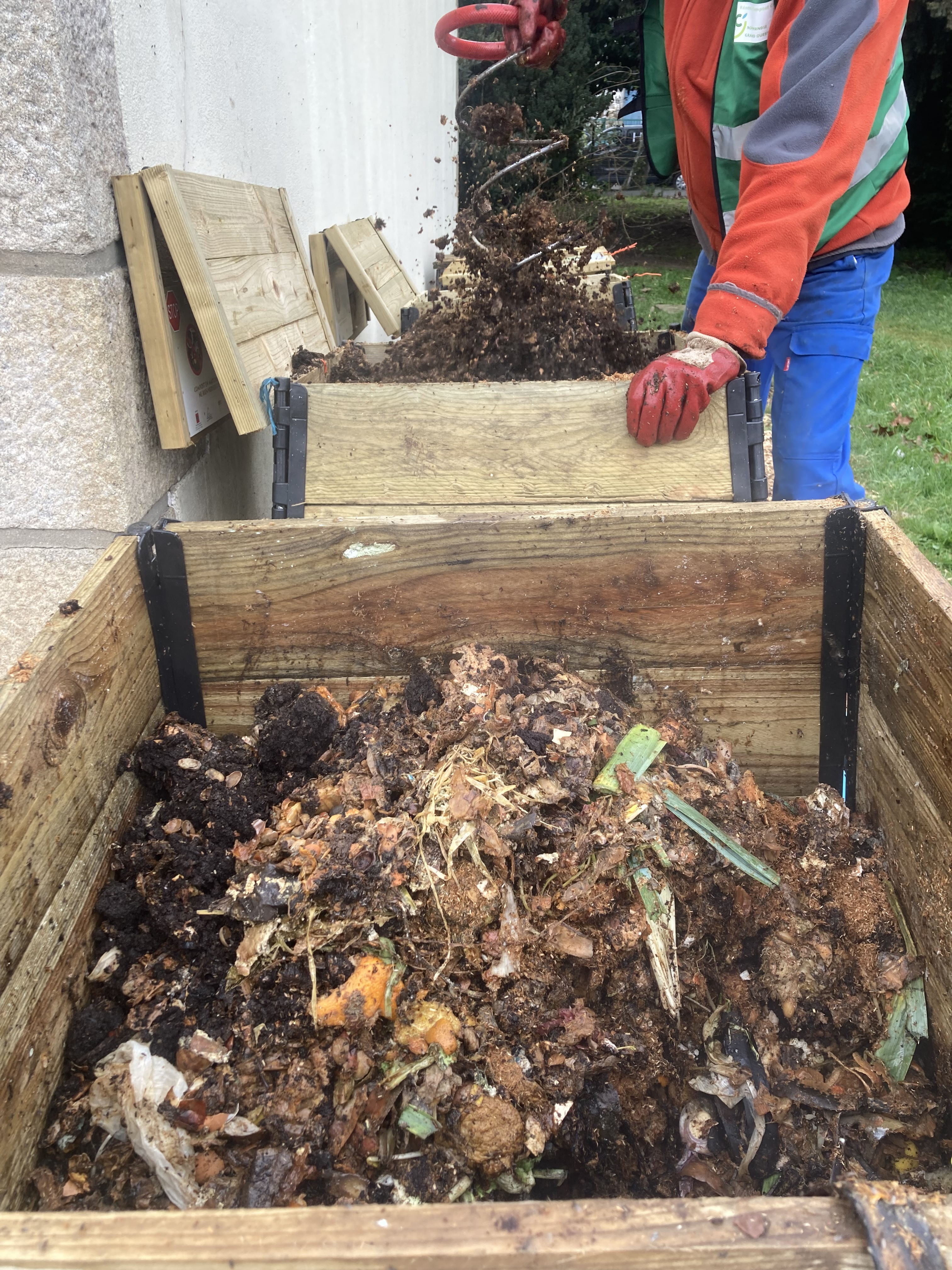
Fast eine Million Tonnen Bioabfall werden in Österreich jährlich privat kompostiert.

Bei der Gesamtrecyclingquote findet sich Österreich seit vielen Jahren im europäischen Spitzenfeld. Dies ist insbesondere dem organischen Recycling, also der Aufbereitung biologisch abbaubarer Materialien, zu verdanken. 2022 fielen etwa 4 % des Gesamtabfalls von rund 74 Mio. t als Bioabfall (biogene Abfälle ohne Holz und Papier) an. Von diesen 3,1 Mio. t wurden 2,4 Mio. t getrennt erfasst (darunter Haushaltsabfälle, Garten- und Parkabfälle, organische Schlämme, Speiseöle und -fette), 680.000 t fanden sich im gemischten Siedlungsabfall, der zu rund einem Drittel aus biogenen Materialien besteht. Rund 960.000 t der Bioabfälle wurden in Kompostierungsanlagen verwertet, rund 510.000 t in Biogasanlagen; etwa 290.000 t wurden in sonstigen Recyclinganlagen zu Biodiesel verarbeitet bzw. – im Fall von Schlamm aus der mechanischen Abwasserbehandlung – zur Ziegelherstellung eingesetzt. Die stoffliche Verwertungsquote für Bioabfälle ist mit 57 % deutlich höher als im EU-Durchschnitt (2021: 40 %). Zusätzlich wurden 2022 geschätzte 840.000 t biogener Materialien, die nicht im Gesamtabfallaufkommen berücksichtigt sind, privat kompostiert.
Auch beim Baustoffrecycling erzielt Österreich im europäischen Vergleich eine hohe Quote. 2022 belief sich das Aufkommen an nicht gefährlichen mineralischen Bau- und Abbruchabfällen – darunter fallen etwa Bauschutt, Beton- und Straßenaufbruch und Gleisschotter – auf 11,5 Mio. t (16 % des Gesamtabfallaufkommens). Etwa 8,9 Mio. t der Bauabfälle wurden in Behandlungsanlagen zu Recycling-Baustoffen gemäß Recycling-Baustoffverordnung aufbereitet, weitere 496.000 t wurden in Zementwerken bzw. in Beton- und in Asphaltmischanlagen stofflich verwertet. Insgesamt entspricht das einem Anteil von über 80 % des Aufkommens. Im Jahr 2020 betrug die Quote noch 70 %. Von diesem Wert ausgehend waren sowohl der Verband Österreichischer Entsorgungsbetriebe (VOEB) als auch das Bundesumweltministerium davon überzeugt, dass sich die Baustoffrecyclingquote innerhalb von fünf Jahren auf 90 % steigern ließe. Dazu beschloss das Ministerium 2023 gezielte Förderungen für klimaneutrales Bauen, u. a. durch die Nutzung von Sekundärrohstoffen und recyclinggerechte Konstruktionen.
Beim werkstofflichen Recycling lag Österreich lange im europäischen Mittelfeld. Während 2011 nur knapp 24 % der Siedlungsabfälle werkstofflich verwertet wurden (EU-Durchschnitt: 26 %), konnte die Quote in den folgenden zehn Jahren auf über 40 % gesteigert werden (EU-Durchschnitt 2021: 30 %). Bei den getrennt erfassten Altstoffen (Gesamtaufkommen ca. 3,4 Mio. t, davon 1,5 Mio. t aus Haushalten und ähnlichen Einrichtungen) liegt die Recyclingquote mit 89 % weit über der Gesamtquote, während der gemischte Siedlungsabfall (Gesamtaufkommen ca. 1,8 Mio. t, davon 1,5 Mio. t aus Haushalten u. Ä.) zwar fast zur Hälfte in Sortieranlagen vorbehandelt, aber nur zu 2 % stofflich verwertet wird. Das zeigt als wesentliches Entwicklungsfeld eine verbesserte Mülltrennung, sowohl im Haushalt als auch in Gewerbe und Industrie.
Rund 1 Mio. t Plastikabfälle fallen jährlich in Österreich an, davon stammt ein knappes Drittel aus dem Verpackungsbereich. 2021 lag das Land mit einer Recyclingquote von 26 % für Kunststoffverpackungen deutlich unter dem EU-Durchschnitt von 41 %. Zwar wird die national vorgegebene Recyclingquote von 22,5 % erfüllt, doch erfordert es eine Reihe von Maßnahmen, um die Zielvorgaben gemäß EU-Richtlinie (50 % bis 31. Dezember 2025, 55 % bis 31. Dezember 2030) zu erreichen. Anfang 2023 wurde in Österreich die Sammlung von Verpackungen für Haushalte vereinheitlicht; seitdem werden bundesweit alle Arten von Kunststoffverpackungen gemeinsam über die Gelbe Tonne oder den Gelben Sack gesammelt. Ab 2025 sollen österreichweit Kunststoff- und Metallverpackungen gemeinsam gesammelt werden, wie es bereits jetzt in einigen Bundesländern und Bezirken praktiziert wird. Zudem sieht das Abfallwirtschaftsgesetz ab 2025 ein Pfand auf Einwegflaschen und Dosen vor, um die Recyclingquoten zu erhöhen. Die Sammelquoten für die jährlich anfallenden 1,6 Mrd. Kunststoffflaschen und 0,8 Mrd. Dosen sollen so von 70 % und 37 % im Jahr 2021 auf 90 % gesteigert werden.

### Schweiz

#### Rechtsgrundlagen
Das schweizerische Umweltschutzgesetz (USG) stützt sich auf Artikel 74 Absatz 1 der Bundesverfassung, wonach der Bund Vorschriften erlässt, um Mensch und Umwelt vor schädlichen Einwirkungen zu schützen. Nach dem Verursacherprinzip hat der Verursacher von Maßnahmen nach dem USG die Kosten dafür zu tragen (Art. 2). Der Bundesrat kann für verwertbare Abfälle die getrennte Übergabe zur Entsorgung vorschreiben und deren Inverkehrbringer verpflichten, die Produkte nach Gebrauch zurückzunehmen und ein Mindestpfand zu erheben (Art. 30b). Zudem kann er einerseits die Verwertung bestimmter Abfälle vorschreiben, wenn dies wirtschaftlich tragbar und ökologisch sinnvoll ist, und andererseits die Verwendung von Materialien und Produkten für bestimmte Zwecke einschränken, um den Rezyklateinsatz zu fördern (Art. 30d).
Seit 2016 gilt die Abfallverordnung (VVEA), die 2020 angepasst wurde und unter anderem „eine nachhaltige Nutzung der natürlichen Rohstoffe durch die umweltverträgliche Verwertung von Abfällen fördern“ soll (Art. 1c). Sie schreibt vor, Abfälle stofflich oder energetisch „nach dem Stand der Technik“ zu verwerten (Art. 12). Konkrete Maßnahmen zur Vermeidung, Verwertung und Entsorgung von Abfällen legen die Kantone in ihrer Abfallplanung fest. Sie sind verpflichtet, jährlich öffentlich zugängliche Verzeichnisse mit Angaben zu Abfallarten, -mengen und -anlagen zu erstellen diese dem Bundesamt für Umwelt (BAFU) zu übermitteln. Das BAFU wiederum gibt in seiner Vollzugshilfe Rahmenbedingungen für spezifische Themen vor.
Nach Art. 13 VVEA haben die Kantone dafür zu sorgen, dass verwertbare Anteile von Siedlungsabfällen und Unternehmensabfällen vergleichbarer Zusammensetzung so weit wie möglich getrennt gesammelt und stofflich verwertet werden und die nötige Infrastruktur dafür bereitgestellt wird. Beispielhaft aufgeführt sind Glas, Papier, Karton, Metalle, Grünabfälle und Textilien; Kunststoffe werden hier nicht explizit genannt. Weitere Vorschriften zur (roh-)stofflichen Verwertung gelten für biogene Abfälle (Art. 14), Bau- und Abbruchabfälle (Art. 17 ff.) und die Rückgewinnung von Metallen (Art. 21, Art. 32g). Für Phosphor aus der Abwasseraufbereitung und aus Tier- und Knochenmehl tritt 2026 eine Recyclingpflicht in Kraft (Art. 15).

#### Organisation
Die Separatsammlung von Abfällen erfolgt über Gemeindesammelstellen und Ladengeschäfte. Die Gemeinden sind verpflichtet, Sammelsysteme für Verpackungen aus Aluminium, Glas und Stahlblech sowie für Textilien, Papiererzeugnisse, Grüngut, Metall und Altöl einzurichten; der Handel muss PET-Getränkeflaschen, Elektro- und Elektronikgeräte, Batterien und Leuchtmittel zurücknehmen. Vierlerorts bieten sowohl Gemeinden als auch Händler zusätzliche Sammelstellen auf freiwilliger Basis an. Die folgende Tabelle gibt einen Überblick über die einzelnen Werkstoffgruppen und die jeweiligen mit der Sammlung und Verwertung beauftragten Organisationen.
| Wertstoff                                                                                 | Betreiberorganisation | Anmerkung |
| ----------------------------------------------------------------------------------------- | --- | --- |
| Aluminiumverpackungen inkl. Getränkedosen                                                 | Igora-Genossenschaft | Sammlung meist zusammen mit Verpackungen aus Stahlblech; getrennte Sammlung oder auch separate Dosensammlung möglich                                                                        |
| Getränkeverpackungen aus PET                                                              | PET-Recycling Schweiz | |
| Glasverpackungen                                                                          | VetroSwiss | |
| Elektrische und elektronische Geräte aus Informatik, Unterhaltung, Büro und Kommunikation | Swico Recycling | inkl. Mess-, Medizinalgeräte und Musikinstrumente |
| Elektrische und elektronische Haushaltsgeräte                                             | Stiftung SENS | inkl. Kühlgeräte, Bau-, Garten- und Hobbygeräte, Spielwaren, Elektrowerkzeuge, Photovoltaik-Module, Schweißgeräte                                                                           |
| Batterien und Akkumulatoren                                                               | Inobat Batterierecycling Schweiz                                                                                          | Gebrauchte Batterien sind Sonderabfall/Gefahrengut. |
| Verpackungen aus Stahlblech                                                               | Ferro Recycling | Sammlung meist zusammen mit Aluminiumverpackungen Weißblech wird z. T. entzinnt, so dass beim Recycling (im Gegensatz zur Praxis in Deutschland) neben Stahl auch Zinn zurückgewonnen wird. |
| Leuchten und Leuchtmittel                                                                 | Stiftung SENS | |
| Textilien und Schuhe                                                                      | Texaid Textilverwertungs-AG; Tell-Tex GmbH                                                                                | |
| Papier, Pappe und Karton                                                                  | Altpapier Service Schweiz AG; Verein Recycling Papier + Karton (RPK); Verband Stahl-, Metall- und Papier-Recycling (VSMR) | |
| Grüngut                                                                                   | Verein Biomasse Suisse; Kompostforum                                                                                      | |
| Kunststoffflaschen                                                                        | Diverse Detailhändler | Sammlung für Gemischtkunststoffe im Aufbau |
| Getränkekartons                                                                           | Aldi Suisse, Verein Getränkekarton-Recycling Schweiz                                                                      | Sammlung zusammen mit Kunststoffflaschen (in Filialen) oder in speziellen Gemischt-Sammelsäcken                                                                                             |
| Kapseln aus Aluminium                                                                     | Nestlé Nespresso SA | Markenspezifische Sammlung |
| Metall                                                                                    | Verband Stahl-, Metall- und Papier-Recycling (VSMR)                                                                       | |
| Altöl                                                                                     | Kantonale Fachstellen | Altöle aus öffentlichen Sammlungen gelten als Sonderabfall. |
| Sonderabfälle                                                                             | BAFU, Kantonale Fachstellen, Fachhandel                                                                                   | |

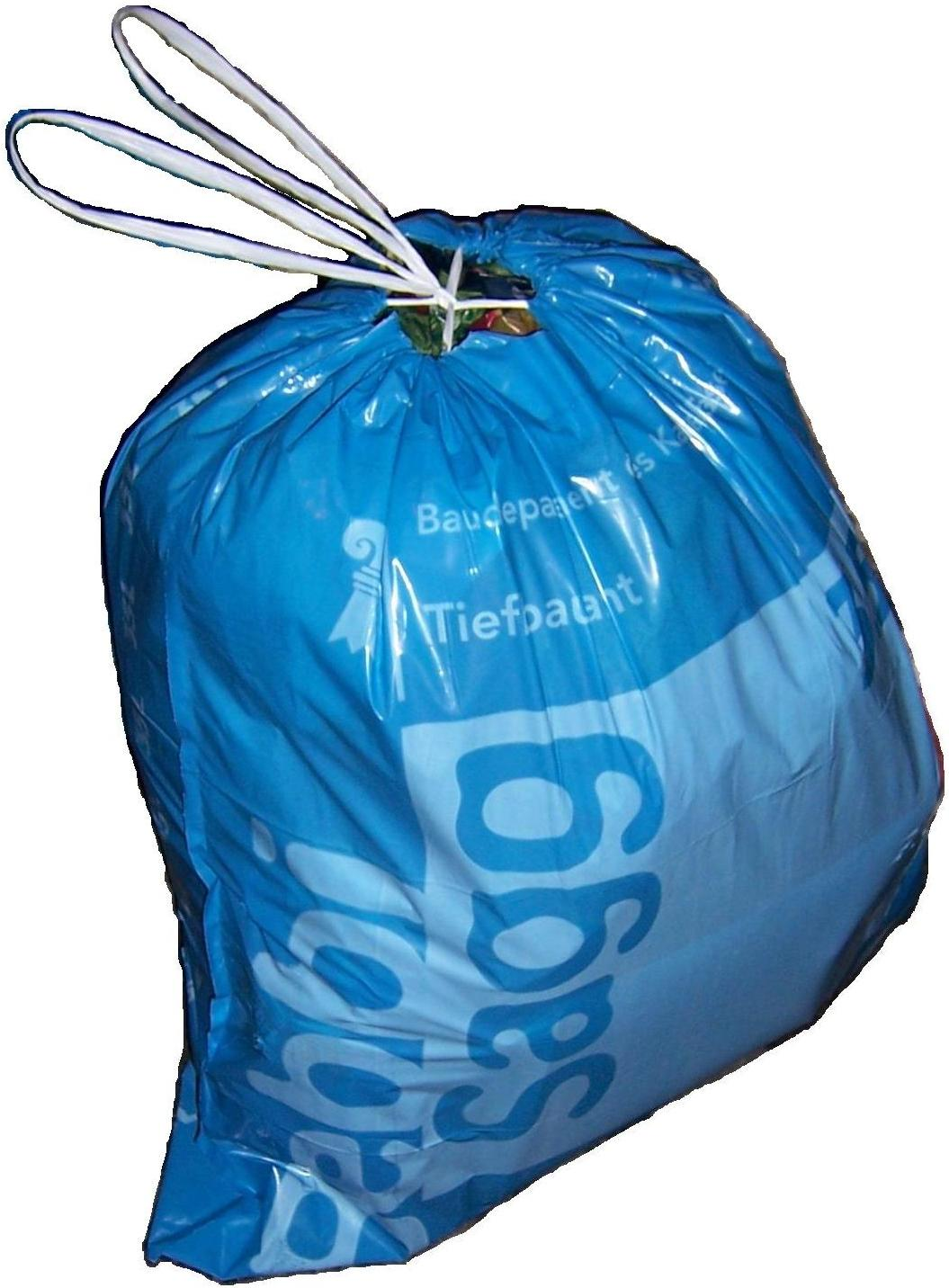
Die Sackgebühr ist im Kaufpreis für den offiziellen Kehrichtsack enthalten.

Für Getränkeflaschen aus Glas und Batterien ist vom Bund die Erhebung einer (staatlich geregelten) vorgezogenen Entsorgungsgebühr (vEG) vorgeschrieben; für Aluminium- und Stahlblechverpackungen, PET-Getränkeflaschen, Elektro- und Elektronikgeräte sowie Leuchtmittel wird ein (privat geregelter) vorgezogener Recyclingbeitrag (vRB) fällig. Die Gebühren werden mit dem Kaufpreis entrichtet und vom Handel an die Gemeinden und die jeweiligen Entsorger weitergeleitet, um die Kosten für die Sammlung und Aufbereitung zu decken. Die Kosten für die Separatsammlungen ohne vorgezogene Finanzierung werden durch eine Grundgebühr abgedeckt, die den Liegenschaftenbesitzern auferlegt und via Nebenkosten an die Mieter weitergegeben wird. Ergänzend wird in den meisten Gemeinden zur verursachergerechten Finanzierung der Entsorgung des Abfalls eine volumen- oder gewichtsabhängige Gebühr, die sogenannte Sackgebühr erhoben.
Die Getränkekartonsammlung ist nicht weit verbreitet und wurde im Detailhandel erst von Aldi Suisse mit entsprechenden Sammelstellen unterstützt. Die Sammelquote ist mit 10 % vergleichsweise niedrig. Nachdem in den vergangenen Jahren mehrere Einzelhandelsgeschäfte separate Sammlungen von Kunststoffflaschen mit Deckel (z. B. Milch- und Shampooflaschen) eingeführt haben, gibt es inzwischen verschiedene privatwirtschaftliche Anbieter für gemischte Kunststoffsammlungen aus Privathaushalten und Kleingewerbe. Die Wettbewerbskommission hat 2024 eine Branchenlösung der Organisation RecyPac freigegeben, die eine schweizweite, flächendeckende Sammlung und Verwertung für Kunststoffverpackungen und Getränkekartons etablieren will und den Gemeinden ab Oktober ihre Dienstleistungen anbieten wird.
Seit dem Jahr 2000 ist Recyclist EFZ ein schweizerischer Lehrberuf im Recyclingwesen. Recyclisten sorgen für einen kontinuierlichen Betrieb von Recyclinganlagen, indem sie Altstoffe transportieren, sortieren, von Fremd- und Schadstoffen trennen und maschinell aufbereiten. Neben der fachgerechten Lagerung und dem sicheren Um- und Verladen der Materialien gehören auch die Wartung und Reparatur von Maschinen sowie Warenannahme, Mengenerfassung und Qualitätskontrolle zu den Tätigkeiten.

#### Recyclingquoten
Die Schweiz erreicht sowohl im Investitions- wie im Konsumgüterbereich hohe Recyclingquoten. So hat sich der Rücklauf von Aluminium-Getränkedosen seit der Jahrtausendwende bei über 90 % eingependelt. Beim Papier ist die Sammelmenge trotz rückläufigem Verbrauch konstant hoch, 2023 lag sie bei über 85 %; die Altpapier-Einsatzrate betrug knapp 95 %. Altglas wurde 2022 zu 97 % stofflich verwertet, PET-Getränkeflaschen zu über 83 %. Die in der Verordnung über Getränkeverpackungen (VGV) gesetzlich vorgegebene Verwertungsquote von mindestens 75 % für Getränkeverpackungen aus Glas, Aluminium und PET ist damit deutlich übererfüllt.
Dennoch lag 2022 die Gesamtrecyclingrate beim Siedlungsabfall laut Bundesamt für Umwelt bei nur 52 %; laut Welt-Abfall-Index, der auf Zahlen der OECD beruht und statt der in die Verwertung gegebenen Menge (Input) die tatsächlich stofflich aufbereitete Menge (Output) veranschlagt, bei nur rund 30 %. Zwar werden PET-Flaschen größtenteils recycelt, doch ein Großteil der anderen Kunststoffartikel landet im Restmüll. So werden von den 780.000 t Kunststoffabfällen, die jährlich in der Schweiz anfallen, 90 % verbrannt. Von den in Industrie, Gewerbe und Landwirtschaft (häufig sortenrein) anfallenden PE-Folien wird erst knapp ein Viertel recycelt. Das BAFU vermerkt dazu auf seiner Website: „Beim Recycling von Kunststoffen besteht [...] noch Potenzial zur besseren Schliessung  von Stoffkreisläufen“.